# Великие географические открытия

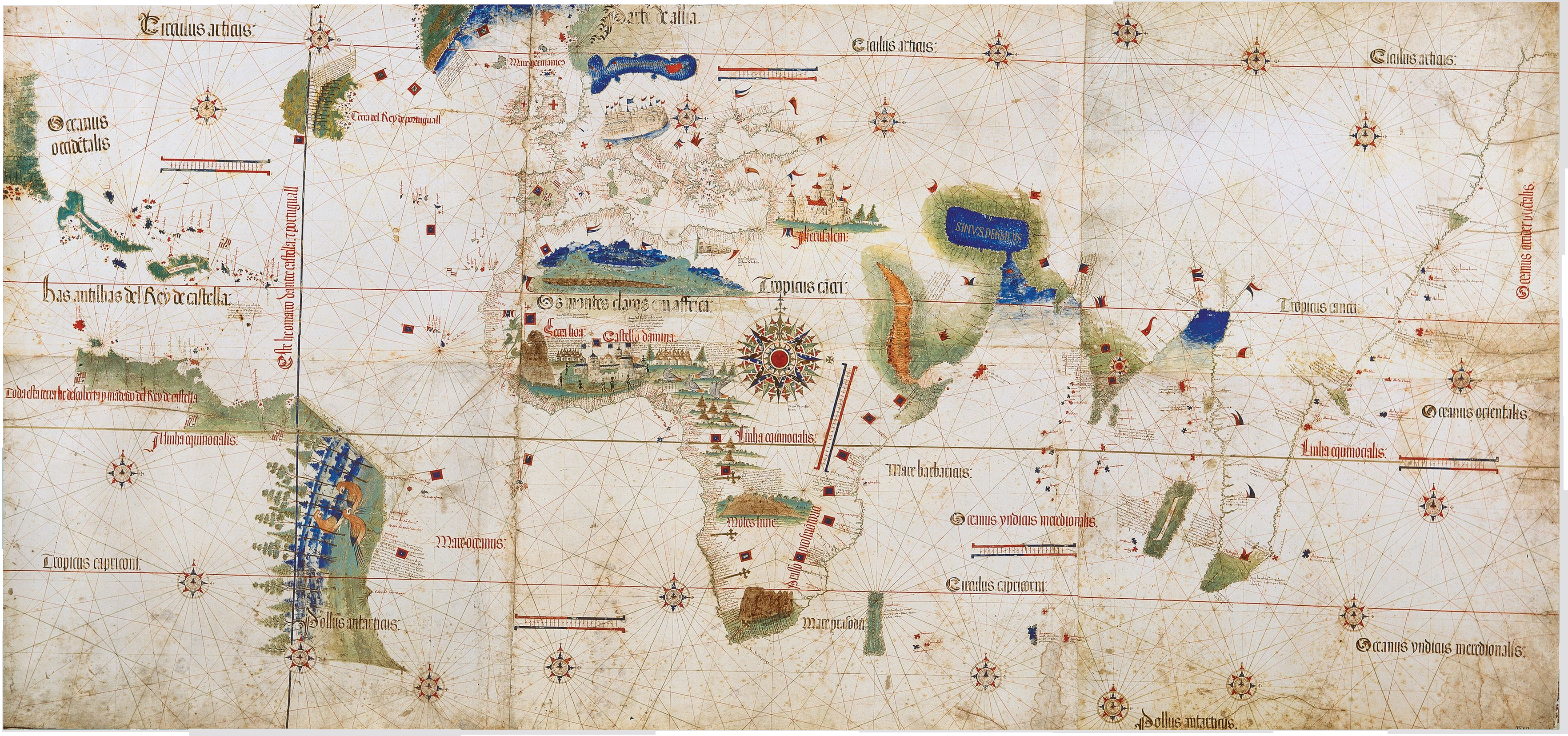
Планисфера Кантино (1502), древнейшая из сохранившихся португальских навигационных карт, показывающая результаты экспедиций Васко да Гамы, Христофора Колумба и других исследователей. На ней также изображён меридиан, разделявший по Тордесильясскому договору португальскую и испанскую половины мира.

Вели́кие географи́ческие откры́тия — период в истории человечества, начавшийся в XV веке и продолжавшийся до XVIII века, в ходе которого европейцы открывали новые земли и морские маршруты в Африку, Америку, Азию и Океанию в поисках новых торговых партнёров и источников товаров, пользовавшихся большим спросом в Европе. Историки обычно соотносят «Великие географические открытия» с первопроходческими дальними морскими путешествиями португальских и испанских путешественников в поисках альтернативных торговых путей в «Индии» за золотом, серебром и пряностями.
Само понятие географических открытий связано с возрастающей потребностью иметь достоверную географическую информацию в торговых и политических целях. Ранее факты, полученные в результате отдельных путешествий (например, американских походов викингов), либо не находили широкого признания, либо лишь незначительно видоизменяли господствующую мифологическую картину мира. Технический прогресс в Европе обусловил возможность дальних морских путешествий, а развитие торговли — потребность в соответствующих знаниях.
Португальцы начали систематическое исследование атлантического побережья Африки в 1418 году под покровительством принца Генриха, в конечном счёте обогнув Африку и войдя в Индийский океан в 1488 году. В 1492 году в поисках торгового пути в Азию испанские монархи одобрили план Христофора Колумба отправиться на запад через Атлантический океан в поисках «Индии», в результате чего была открыта новая часть света. С целью предотвращения конфликта между Испанией и Португалией был заключён Тордесильясский договор, по которому мир был разделён на две части, где каждая из сторон получала эксклюзивные права на открываемые ими земли.
В 1498 году португальская экспедиция под руководством Васко да Гамы смогла достигнуть Индии, обогнув Африку и открыв прямой торговый путь в Азию. Вскоре португальцы ушли ещё дальше на восток, достигнув «Островов пряностей» в 1512 году и высадившись в Китае годом позже. В 1522 году экспедиция Фернана Магеллана, португальца, состоявшего на испанской службе, отправилась на запад, совершив первое в мире кругосветное путешествие. Тем временем испанские конкистадоры исследовали американский континент, а позже некоторые из островов юга Тихого океана.
В 1495 году французы и англичане и, немного позже, голландцы включились в гонку за открытие новых земель, бросив вызов иберийской монополии на морские торговые пути. Они исследовали новые маршруты, сначала северные, затем через Тихий океан вокруг Южной Америки, но в конечном счёте последовали за португальцами вокруг Африки в Индийский океан, открыв Австралию в 1606 году, Новую Зеландию в 1642 году и Гавайские острова в 1778 году. Тем временем с 1580-х по 1640-е годы русские первопроходцы открыли и покорили почти всю Сибирь.
Великие географические открытия способствовали переходу от Средневековья к Новому времени, вместе с эпохой Возрождения и подъёмом европейских национальных государств. Карты далёких земель, размножаемые с помощью изобретённого Гутенбергом печатного станка, способствовали развитию гуманистического мировоззрения и расширению кругозора, породив новую эпоху научного и интеллектуального любопытства. Продвижение европейцев в новые земли привело к созданию и подъёму колониальных империй, при контактах между Старым и Новым Светом происходил колумбов обмен: перемещались по планете растения, животные, продукты питания, целые народы (в том числе рабы), инфекционные болезни, а также шёл культурный обмен между цивилизациями, это был один из важнейших этапов глобализации в экологии, сельском хозяйстве и культуре в истории. Европейские открытия продолжились и после эпохи Великих географических открытий, в результате чего вся поверхность земного шара была нанесена на карты, а далёкие цивилизации смогли встретиться друг с другом.

## Предпосылки (1241—1437)

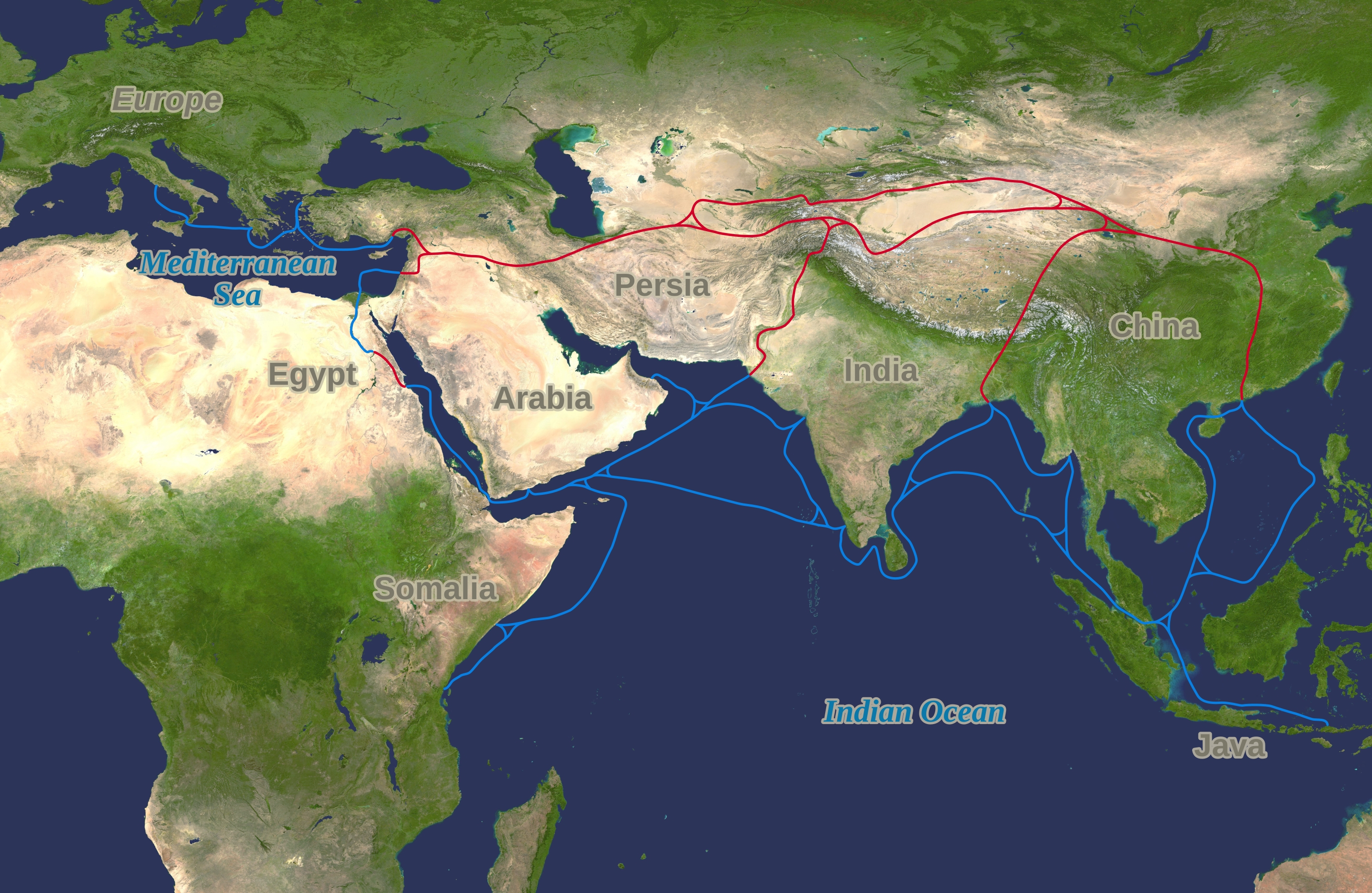
Шёлковый путь и Дорога специй, в 1453 году они были блокированы Османской империей, что стало причиной поиска новых морских торговых путей

Средневековые представления европейцев об Азии за пределами Византийской империи основывались на отдельных сообщениях, часто обрастающих легендами, датируемых временами завоевательных походов Александра Македонского и его наследников. Другим источником были рахдониты, еврейские купцы, которые вели торговлю между европейской и мусульманской цивилизациями во времена государств крестоносцев.
В 1154 году арабский географ Аль-Идриси, работавший при дворе сицилийского короля Рожера II, написал комментарии к известной в то время карте мира, Книгу Рожера, однако Африка была известна лишь частично христианским, генуэзским и венецианским, а также арабским мореплавателям, а южная часть континента оставалась неисследованной. Несмотря на то, что в Европе рассказывали о крупных африканских государствах за Сахарой, фактически знания европейцев ограничивались средиземноморским побережьем. А после завоевания арабами северной Африки, её сухопутные исследования стали невозможны. Знания об атлантическом побережье Африки были неполными, а их источниками были главным образом старые греческие и римские карты, основанные на знаниях карфагенян, в том числе времён римских завоеваний в Мавретании. О Красном море европейцы знали очень мало, и только торговые связи морских республик, главным образом Венеции, пополняли копилку знаний о морских путях.
К XV веку городское население Европы значительно выросло, что обусловило развитие ремесла и торговли. Набирала обороты международная торговля. В результате Крестовых походов сложились прочные торговые связи со странами Востока, откуда в Европу везли предметы роскоши и пряности. К этому времени известные месторождения золота (крупнейшее — в венгерском Кремнице) и серебра (крупнейшие — в саксонских Гарце и Фрайберге и в венгерском Шемнице) были практически истощены, и европейские государства испытывали недостаток в драгоценных металлах для чеканки монет. Кроме того, Средиземноморский район был сильно перенаселён для того времени.
Изобретение в XV веке книгопечатания привело к распространению технической и философской литературы, всё больше и больше стали использоваться простые механизмы и новые источники энергии. Получили распространение идеи Аристотеля и Эратосфена о том, что Индии можно достигнуть, плывя на запад.
Появление пушек и огнестрельного оружия позволило значительно обезопасить дальние путешествия. В XV веке появляется новый тип парусного судна — каравелла. Эти корабли прекрасно подходили для длительных морских плаваний: они были невелики по размеру, имели небольшой экипаж, но вместительный трюм. Кроме того отличная манёвренность была удобной для исследования незнакомых береговых линий.
Новые успехи были сделаны в картографии. Карты стали более точными, на них стали наноситься широты, очертания берегов, местонахождение портов (такие карты получили название портулан). Для навигации использовались компас и астролябия, качество которых значительно улучшилось к XVI веку.
Завоевание османами Балкан и территории Малой Азии (ныне — Турция) затруднили для европейцев использование прежних восточных (сухопутных и морских) торговых маршрутов. Однако торговля с Востоком приносила огромные прибыли (700—800 % дохода), поэтому всё более и более возрастало желание найти морской маршрут (восточный или западный) в Индию и Китай.

### Средневековые путешествия
Эпохе Великих географических открытий предшествовал ряд европейских экспедиций, пересекших Евразию по суше в позднем средневековье. Несмотря на то, что Европе угрожало монгольское нашествие, грозившее разорением территорий и разрушениями, монгольские государства также были заинтересованы в торговых связях через континент и, с 1206 года, Pax Mongolica обеспечивала безопасность на торговых путях от Среднего Востока до Китая. Некоторые европейцы воспользовались этим для того, чтобы осуществить путешествие на восток. Большинство из них было итальянцами, так как торговля между Европой и Средним Востоком контролировалась главным образом морскими республиками. Тесные связи итальянских городов-государств с Левантом способствовали возрастанию коммерческого интереса к странам, находящимся на Дальнем Востоке.
Христианские посольства, направленные в Каракорум во время монгольского вторжения в Сирию, помогли европейцам расширить свои знания о мире. Первым таким путешественником был Джованни Плано Карпини, отправленный папой Иннокентием IV к кагану в Монголию в 1241 и вернувшийся обратно в 1247 годах. В то же самое время русский князь Ярослав Всеволодович, а впоследствии его сыновья Александр Невский и Андрей Ярославич посещали монгольскую столицу. Однако несмотря на важное политическое значение, об этих миссиях не осталось подробных записей. За ними последовали другие путешественники, в том числе француз Андре де Лонжюмо и фламандец Гильом де Рубрук, которые добрались до Китая через Центральную Азию. Однако наиболее известным из них стал Марко Поло. Венецианский купец вёл записи о своих странствиях по Азии с 1271 по 1295 годы, описал посещение двора правителя Юани Хубилая в «книге чудес света», которыми зачитывалась вся Европа.

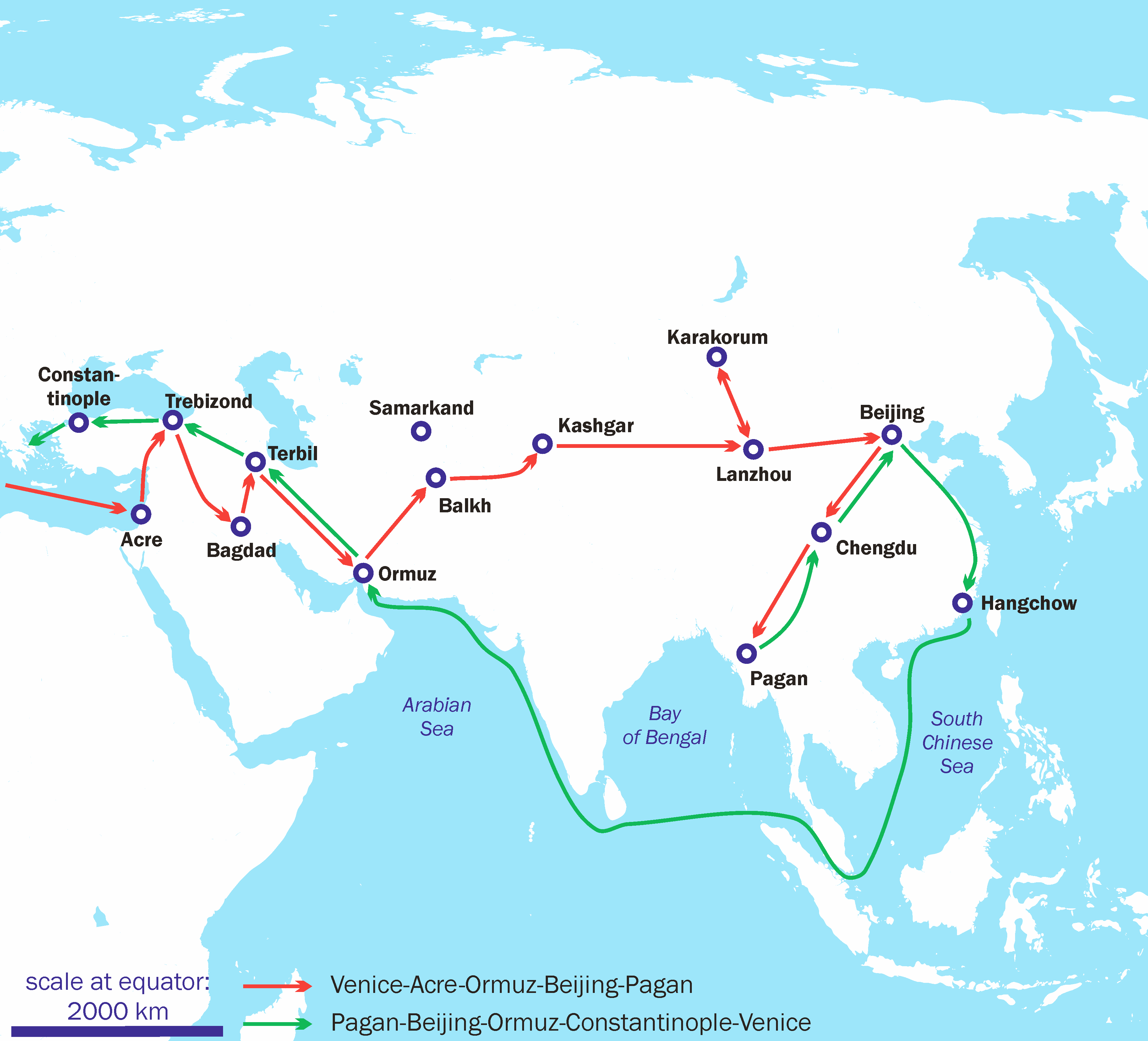
Путешествия Марко Поло (1271—1295)

В 1291 году братьями-купцами Вивальди была предпринята первая попытка исследования Атлантического океана. Отплыв из Генуи на двух галерах, они исчезли у марокканского побережья, что укрепило страхи перед океаническими плаваниями. С 1325 по 1354 годы марокканский учёный из Танжера Ибн Баттута, совершил путешествия по Северной Африке, Южной Европе, Среднему Востоку и Азии, достигнув Китая. После возвращения он продиктовал отчёт о своих приключениях учёному, встреченному им в Тунисе. В 1357—1371 годах в Европе огромную популярность получила книга Джона Мандевиля о его предполагаемых путешествиях. Несмотря на чрезвычайную ненадёжность и даже фантастичность описаний, её использовали для получения общих представлений о Востоке, Египте и Леванте, подтверждая старое убеждение о том, что Иерусалим является центром мира.
В 1400 году в Италию из Константинополя попал перевод на латинский язык Географии Птолемея. Возрождение римского географического знания стало настоящим откровением для европейцев, хотя и укрепило их в мысли о том, что Индийский океан окружён сушей. Затем последовал период дипломатических отношений тимуридов с Европой, в 1439 году Никколо Конти опубликовал отчёт о своём путешествии в качестве мусульманского купца в Индию и Юго-Восточную Азию. Затем в 1466—1472 годах русский купец из Твери Афанасий Никитин совершил путешествие в Индию, которое описал в книге Хождение за три моря.
Эти сухопутные путешествия имели лишь небольшое среднесрочное значение. Монгольская империя развалилась так же быстро, как и была создана, и торговые маршруты на восток стали более трудными и опасными. Чёрная смерть в XIV веке также создала препятствия для путешествий и торговли. Подъём Османской империи в дальнейшем также ограничил возможности торговли Европейцев с Востоком по суше.

### Китайские географические открытия
См. также Китайские географические открытия

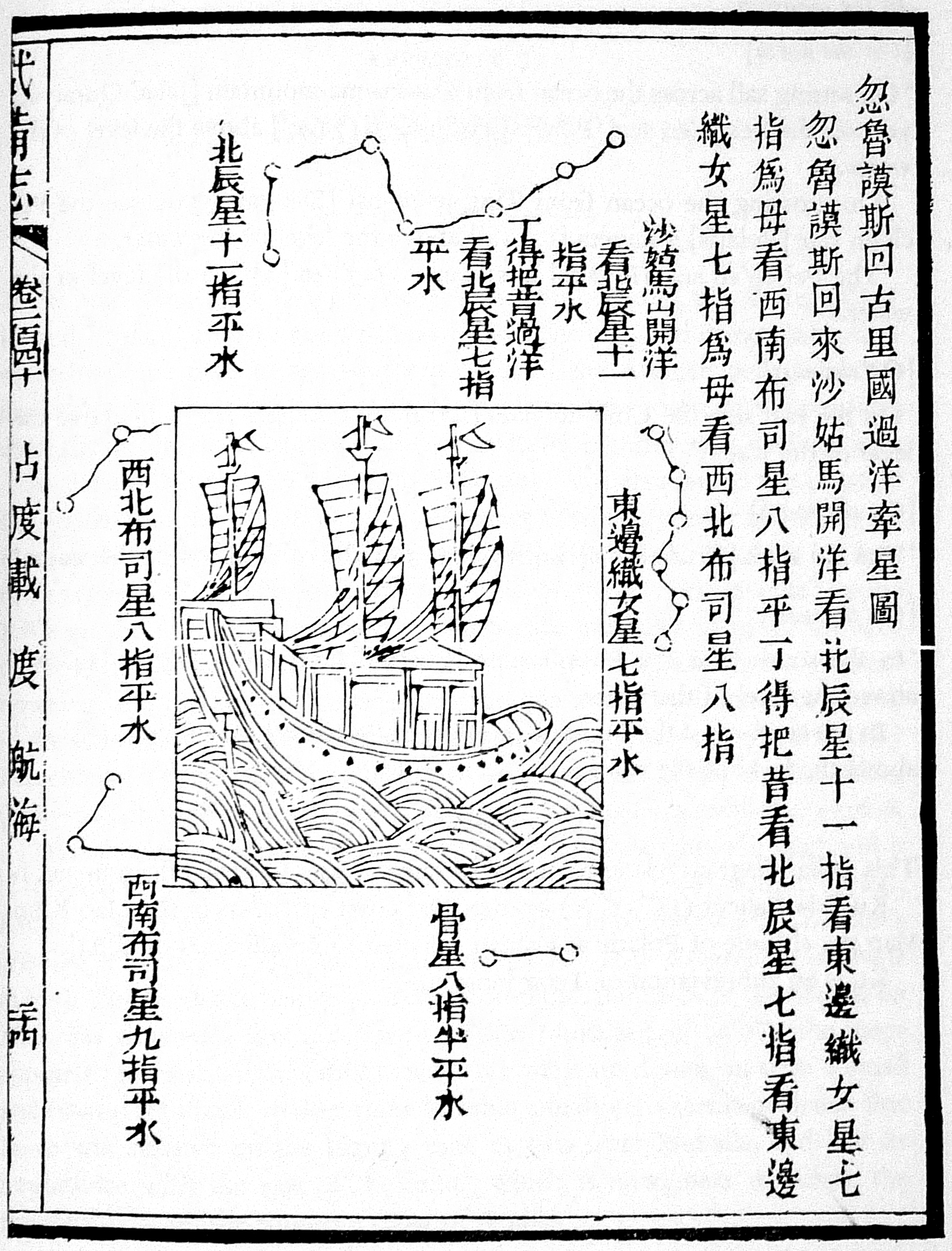
«Карта Мао Кун», которая, как считается, основана на данных путешествий Чжэн Хэ, показаны маршруты плаваний между портами Юго-Восточной Азии до Малинди, из китайской военной энциклопедии 1628 года

В 1368 году, после свержения династии Юань, монголы уступили контроль над большей частью Китая династии Мин в результате восстания Красных повязок. Китайцы имели торговые связи в Азии, и плавали к берегам Аравии, Восточной Африки и Египта со времён династии Тан (618—907).
В период с 1405 по 1421 годы третий минский император Чжу Ди организовал серию плаваний для сбора дани в Индийский океан под командованием адмирала Чжэн Хэ. Для этих дипломатических экспедиций был построен большой флот, состоящий из джонок. Крупнейшие из этих джонок назывались баочуань (корабли сокровищ), их длина составляла до 121 метра от носа до кормы, и на них находилось до тысячи моряков. Первая экспедиция отправилась в путь в 1405 году. Хорошо задокументировано семь экспедиций, из которых каждая последующая была более представительной и дорогой, чем предыдущая. Эти флоты посетили Аравию, Восточную Африку, Индию, Малайский архипелаг и Таиланд (в то время носивший название Сиам), на всём пути ведя обмен товарами. Они передавали в подарок золото, серебро, фарфор и шёлк, а обратно привозили такие диковинки как страусов, зебр, верблюдов, слоновую кость и жирафов. После смерти императора Чжэн Хэ возглавил последнюю экспедицию, которая вышла из Нанкина в 1431 году и вернулась в Пекин в 1433 году, достигнув берегов Мадагаскара. Эти путешествия были описаны Ма Хуанем, мусульманским путешественником и переводчиком, который сопровождал Чжэн Хэ в трёх из семи экспедиций.
Однако после этого дальние экспедиции прекратились, так как правители династии стали осуществлять политику хайцзинь, изоляционизма, что ограничило морскую торговлю. Экспедиции прекратились сразу после смерти императора, так как китайцы потеряли интерес к тому, что они называли «землями варваров», а последующие императоры считали, что такие мероприятия наносят вред Китайскому государству. Чжу Гаочи наложил запрет на экспедиции, а при Чжу Чжаньцзи большая часть информации о флоте Чжэн Хэ и его плаваниях была уничтожена или утрачена.

## Атлантический океан (1419—1507)
См. также Морская история Европы

См. также Португальские географические открытия

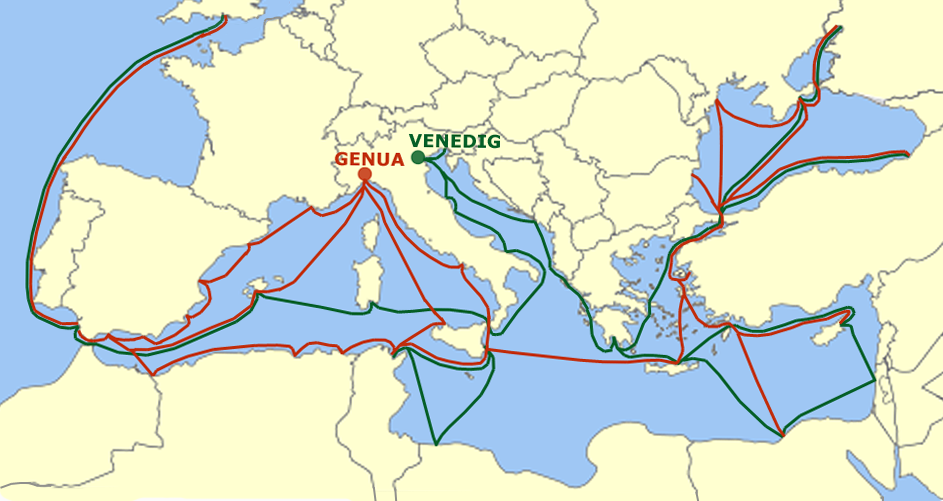
Генуэзские (красный) и венецианские (зелёный) морские торговые пути в Средиземном и Чёрном море

С VIII до XV столетия Венецианская и соседние Морские республики удерживали монополию на европейскую торговлю со Средним Востоком. Великий шёлковый путь и Дорога специй, по которым везли пряности, благовония, лекарственные травы, сами лекарства и опиум, сделали эти средневековые города-государства сказочно богатыми. Пряности были самым дорогим и востребованным товаром в средневековье, широко применялись в медицине, религиозных ритуалах, косметике, парфюмерии, а также в качестве вкусовых добавок и для консервации. Все они импортировались из Азии и Африки. Мусульманские купцы, главным образом потомки арабских мореплавателей из Йемена и Омана, контролировали морские маршруты через Индийский океан, перекупая товар, поступающий из мест его производства на Дальнем Востоке в Индию, главным образом в Кожикоде, а затем перевозя его на запад в Ормуз на берегу Персидского залива и в Джидду на Красном море. Отсюда сухопутными маршрутами они следовали к средиземноморскому побережью. Венецианские купцы продавали эти товары далее по всей Европе до возвышения Османской империи, которое произошло после падения Константинополя в 1453 году, отрезав европейцев от смешанных морских и сухопутных торговых путей.
Вынужденная свернуть свою активность в Причерноморье, а также из-за войны с Венецией, Генуя вернулась к североафриканской торговле зерном, оливковым маслом (которое использовалось также для освещения) и поискам серебра и золота. Европейцы испытывали постоянный дефицит в серебре и золоте, так как монеты двигались только в направлении из Европы, тратились на восточную торговлю, которая теперь была отрезана. Несколько европейских выработок были уже истощены, недостаток золотых и серебряных слитков привёл к развитию сложной банковской системы для управления торговыми рисками (первый государственный банк, Банк Сан-Джорджо, был создан в Генуе в 1407 году). Совершая плавания в порт Брюгге (Фландрия) и в Англию, генуэзское сообщество также обосновалось и в Португалии, которая стала получать выгоды от их предприятий и финансовых операций.
Для первого океанического путешествия западноевропейцы использовали компас, а также пользовались последними достижениями картографии и астрономии. Для навигации применялись арабские навигационные приборы, такие как астролябия и квадрант. Для европейских плаваний, как правило, каботажных, в непосредственной близости к берегу, использовались портуланы. Эти карты отмечали известные маршруты, отмеченные береговыми ориентирами: мореплаватели плыли через каждый из известных ранее пунктов, следуя указанием стрелки компаса, определяя своё местоположение по ориентирам.

### Португальские географические открытия
См. также Португальские географические открытия

См. также Исследование Африки европейцами

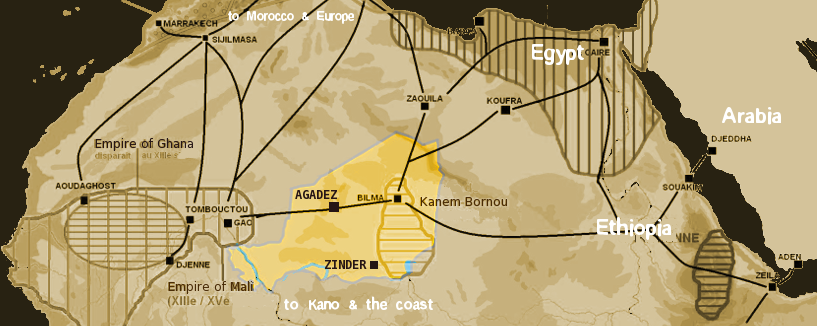
Транссахарские торговые пути, около 1400 г., выделена территория современного государства Нигер

В 1297 году, после завершения Реконкисты в Португалии, король Диниш I обратил своё внимание на внешнюю торговлю и в 1317 году заключил соглашение с генуэзским купцом Мануэлем Пессаньо, назначив его первым адмиралом португальского флота, целью которого была защита страны от набегов пиратов-мусульман. Вспышка эпидемии бубонной чумы привела к снижению численности населения страны во второй половине XIV века, это способствовало повышению значимости морского побережья, где большая часть населения занималась рыболовством и торговлей. В 1325—1357 годах король Афонсу IV покровительствовал морской торговле и отправлял в Атлантический океан первые экспедиции. Канарские острова, уже известные генуэзцам, были объявлены официально открытыми португальской экспедицией в 1336 году, но в 1344 кастильцы оспорили права Португалии на них, усилив своё влияние на море.
В 1415 году Сеута была захвачена Португалией, которая стремилась получить контроль за навигацией у африканского побережья. Инфант Энрике (Генрих), впоследствии прозванный Мореплавателем за то, что посвятил жизнь организации исследовательских морских экспедиций (хотя сам он в этих экспедициях не участвовал), был хорошо осведомлён о прибыльности и перспективности Транссахарской торговли. Веками торговые пути, по которым везли рабов и золото и соединявшие Западную Африку со Средиземноморьем через Западную Сахару, контролировали враждебные Португалии мусульманские государства Северной Африки.
Энрике хотел знать, как далеко мусульманские владения простираются на юг Африки, рассчитывая обогнуть её и наладить морскую торговлю с Западной Африкой, найдя союзников в легендарных христианских государствах к югу, в частности потерянного христианского королевства Пресвитера Иоанна, а также хотел выяснить, возможно ли попасть в далёкую Индию, источник драгоценных пряностей, по морю. Он финансировал морские экспедиции на юг от Мавритании, привлекая к ним купцов, судовладельцев и других заинтересованных в открытии новых торговых путей лиц. Вскоре в Атлантическом океане были открыты Мадейра (1419) и Азорские острова (1427).
В то время европейцы не знали, что находится за мысом Нун на побережье современного Марокко, и разворачивали свои корабли сразу, как только его достигали. Старинные морские мифы называли этот мыс пределом для мореплавания, предупреждали об океанических монстрах, непригодном для плавания море и палящем солнце, которые уничтожат любой корабль, посмевший заплыть за этот мыс, но мореходы принца Энрике пренебрегли ими: начиная с 1421 года, они регулярно заплывали за него, а в 1434 году один из капитанов Энрике, Жил Эанеш обогнул мыс Бохадор.
Большим технологическим скачком стало появление в середине XV века каравеллы, небольшого корабля, способного совершать плавания под парусом дальше, чем другие европейские корабли того времени. Ставшая развитием португальских рыболовецких судов, она стала первым кораблём, который смог выйти за границы привычных прибрежных каботажных плаваний и безопасно выходить в открытый океан. Для навигации португальцы использовали эфемериды, этот метод прошёл значительное развитие в XV столетии. Эти таблицы произвели революцию в навигации, позволив рассчитывать широту. Тем не менее, точный расчёт долготы ещё несколько столетий был недоступен для мореплавателей. Регулярные плавания на каравеллах становились всё дальше, в среднем мореплаватели продвигались на юг на один градус в год. Побережье Сенегала и Зелёный мыс были достигнуты в 1445 году Динишем Диашем, а в 1446 году Алвару Фернандеш дошёл почти до берегов современного Сьерра-Леоне.
Падение Константинополя в 1453 году и переход города под контроль Османской империи стало сильным ударом для христианского мира, и торговые пути на Восток для Европы закрылись. В 1455 году папа Николай V издал буллу Romanus Pontifex, которая подкрепляла предыдущую буллу Dum Diversas (1452), и передавала все земли и моря, открытые далее мыса Бохадор, во владение португальского короля Афонсу V и его наследников, а также торговлю и завоевания у мусульман и язычников, что стало началом ведения политики mare clausum в Атлантике. Король, который узнал от генуэзцев о морском пути в Индию, заказал у фра Мауро карту мира, которая прибыла в Лиссабон в 1459 году.
В 1456 году Диогу Гомеш достиг берегов архипелага Кабо-Верде. В последующее десятилетие несколько капитанов на службе принца Энрике, в том числе генуэзец Антонио да Ноли и венецианец Алоизий Када-Мосто, обнаружили оставшиеся острова, которые были освоены ещё в XV столетии. В 1460-х годах португальцы открыли побережье Гвинейского залива, богатое золотом и слоновой костью.

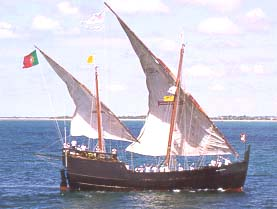
Реплика каравеллы XV века.

#### Португальские исследования после смерти принца Энрике
В 1461—1462 годах Педру де Синтра достиг берегов Сьерра-Леоне и дал названия их многим географическим объектам. Принц Энрике умер в ноябре 1460 года, после чего финансирование экспедиций прекратилось, пока в 1469 году лиссабонский купец Фернан Гомиш не получил монополию на торговлю с Гвинейским заливом в обмен на обязательство ежегодно исследовать по 100 миль к югу в течение пяти лет. При его финансировании мореплаватели Жуан де Сантарен, Перу Эшкобар, Лупо Гонзалвеш, Фернан ду По и Педру де Синтра сделали даже больше, чем он обещал. Они достигли южного полушария и островов Гвинейского залива, в том числе Сан-Томе и Принсипи в 1471 году. В 1472-1473 гг Руй ди Сикейра исследовал побережье Африки к югу от экватора. В южном полушарии они использовали для навигации созвездие Южного Креста.
В этом районе началась торговля аллювиальным золотом с арабскими и берберскими купцами, а в 1481 году взошедший на трон Жуан II решил построить факторию Сан-Жоржи-да-Мина на Золотом Берегу. В 1482 году Диогу Кан открыл устье реки Конго, а в 1486 дошёл до Кейп-Кросса (современная Намибия).
В 1488 году экспедиция Бартоломеу Диаша обогнула один из южных мысов Африки, который назвала «мысом штормов» (порт. Cabo das Tormentas), встала на якорь в заливе Мосселбай, а затем направилась на восток до устья Грейт-Фиша, попав в Индийский океан из Атлантического. Одновременно Перу да Ковильян, тайно отправленный королём по суше на поиски пресвитера Иоанна и «земель пряностей», достиг Индии и Эфиопии, где собрал важную информацию о Красном море и побережье Кении и выяснил, что морской маршрут в Ост-Индию возможен. Вскоре мыс Штормов был переименован Жуаном II в «мыс Доброй Надежды» (порт. Cabo da Boa Esperança), так как возможность морского пути в Индию открывала оптимистичные перспективы для торговли, а также опровергало представления, существовавшие со времён Птолемея, что Индийский океан окружён сушей.

## Открытие Америки (1492)

Четыре путешествия Христофора Колумба, 1492—1503

Соседка Португалии на Иберийском полуострове Кастилия в 1402 году предъявила свои права на Канарские острова, расположенные у западного побережья Африки, однако затем увязла в решении вопросов внутренней иберийской политики и отражении мусульманских вторжений, которые продолжались весь XV век. Только в конце столетия, после унии корон Кастилии и Арагона и завершения реконкисты, пришло время для поисков новых морских торговых путей. Королевство Арагон было важнейшей средиземноморской морской державой, под его контролем находились территории восточной Испании, юго-западной Франции, крупные острова, такие как Сицилия, Мальта и Сардиния, а также Неаполитанское королевство, чьи материковые владения простирались до Греции. В 1492 году католические короли захватили Гранадский эмират, который снабжал Кастилию африканскими товарами через выплату дани, и решили финансировать экспедицию Христофора Колумба в надежде разрушить португальскую монополию на западноафриканские торговые пути в «Индии» (восточную и южную Азию), отправившись на запад. До этого дважды, в 1485 и 1488 годах, Колумб безуспешно предлагал осуществление этого проекта португальскому королю Жуану II.
Вечером 3 августа 1492 года Колумб отплыл из Палос-де-ла-Фронтеры на трёх кораблях: одной большой каракке, Санта-Марии, которая носила название Ла Галлега (галисийка), и двух меньших каравеллах, Пинте и Санта-Кларе, вошедшей в историю как Нинья. Сначала Колумб отправился к Канарским островам, где пополнил припасы перед пятинедельным путешествием через океан, а затем пересёк Атлантику в части, известной сегодня как Саргассово море.
12 октября 1492 года была обнаружена земля, и Колумб назвал открытый остров (в архипелаге Багамских Островов) Сан-Сальвадор, как он полагал, он достиг «Вест-Индии». Колумб также открыл северо-восточное побережье Кубы (где высадился 28 октября 1492 года) и северное побережье Эспаньолы (5 декабря 1492 года). Он встретился с местным касиком Гуаканагари, который разрешил ему оставить несколько человек на острове.

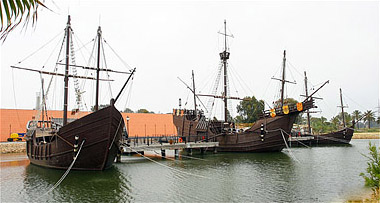
Реплики Ниньи, Пинты и Санта-Марии в Палос-де-ла-Фронтере, Испания

Колумб оставил 39 человек и основал поселение Ла-Навидад на территории современной Республики Гаити. Перед возвращением в Испанию он взял с собой от десяти до двадцати пяти аборигенов. Только семь или восемь индейцев доплыли до Испании живыми, но и они произвели большое впечатление в Севилье.
На обратном пути шторм заставил 4 марта 1493 года завести корабли в док Лиссабона. Проведя неделю в Португалии, экспедиция вернулась в Испанию, войдя в гавань Палоса 15 марта 1493 года. Известие об открытии новых земель вскоре обошло всю Европу.
Колумб и другие испанские путешественники сначала были разочарованы своими открытиями: в отличие от Африки и Азии, жители Карибских островов вели очень вялую торговлю с испанскими кораблями. Поэтому возникла потребность в колонизации островов. Испанцы смогли найти те богатства, на которые рассчитывали, только после исследования континента.

### Тордесильясский договор (1494)

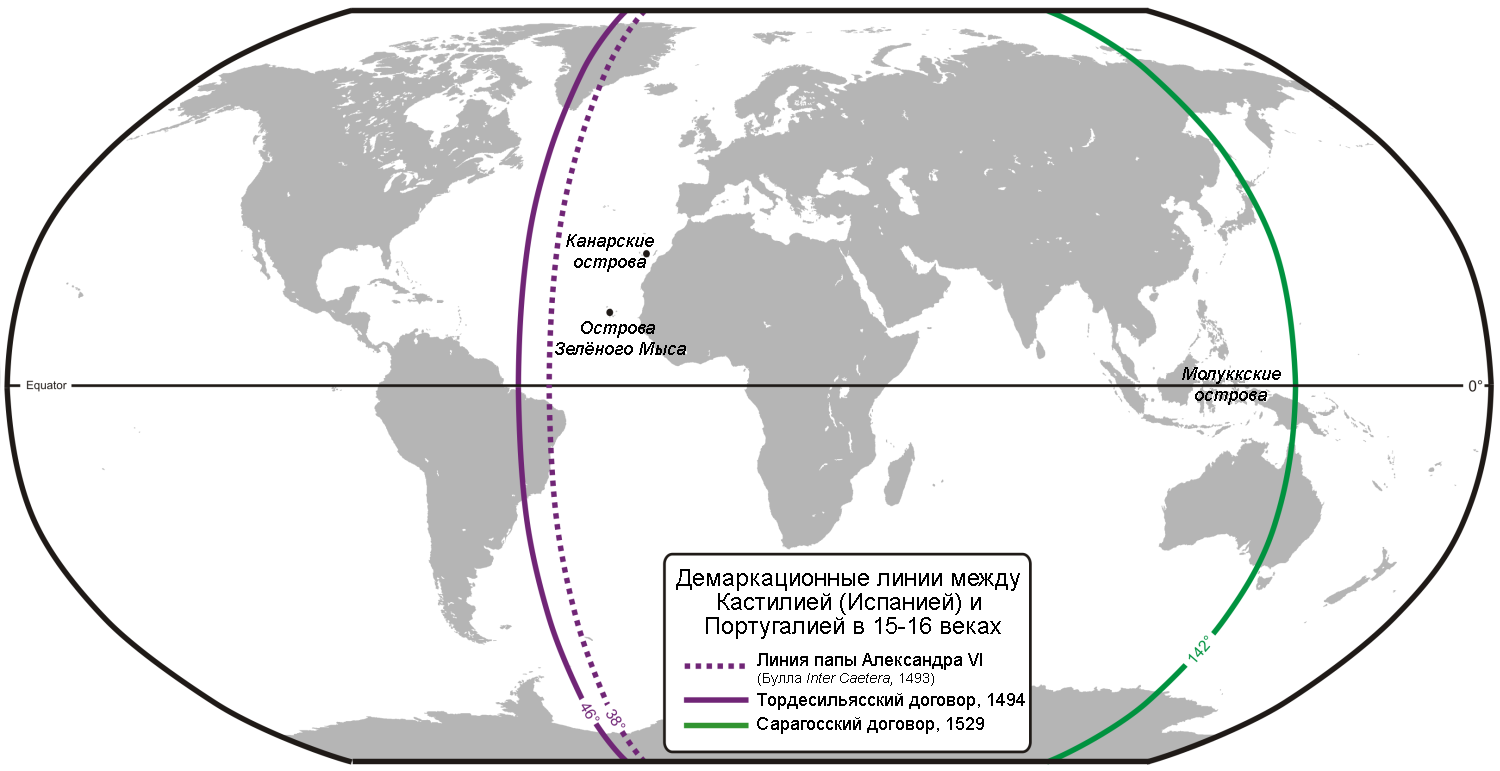
Линии демаркации колоний между Испанией и Португалией в XV и XVI вв.

Вскоре после прибытия Колумба из «Вест-Индии» возникла необходимость в разделении сфер влияния между Испанией и Португалией с целью избежания конфликтов. 4 мая 1493 года, через два месяца после прибытия экспедиции Колумба, католические короли получили от Александра VI буллу (Inter caetera), согласно которой все земли к западу и к югу от линии, соединяющей полюса Земли и проходящей в ста лигах западнее и южнее любого из Азорских островов или островов Кабо-Верде, принадлежали Испании, впоследствии все материковые земли и острова, принадлежащие Индии. Это не устраивало Португалию, которая не могла претендовать на земли, недавно открытые ею к востоку от этой линии.
Португальский король Жуан II не был удовлетворён таким положением вещей, полагая, что булла даёт ему слишком мало земли от достигнутой Индии, его главной цели. Поэтому он вступил в переговоры с испанскими королём Фердинандом II и королевой Изабеллой I о переносе границы на запад, что позволило бы ему претендовать на недавно обнаруженные им земли к востоку от этой линии.
Соглашение было достигнуто в 1494 году подписанием Тордесильясского договора, который «разделял» мир между двумя странами. По этому договору Португалия «получила» все земли за пределами Европы к востоку от линии, проходящей в 270 лигах к западу от островов Кабо-Верде (уже к тому времени португальских), таким образом получив контроль над Африкой, Азией и востоком Южной Америки (Бразилией). Испанцы получили все земли к западу от этой линии, по большей части эти территории были совершенно неизвестны, впоследствии оказалось, они в себя включали всю западную часть американского континента и тихоокеанские острова.

### Новый Свет: Америка

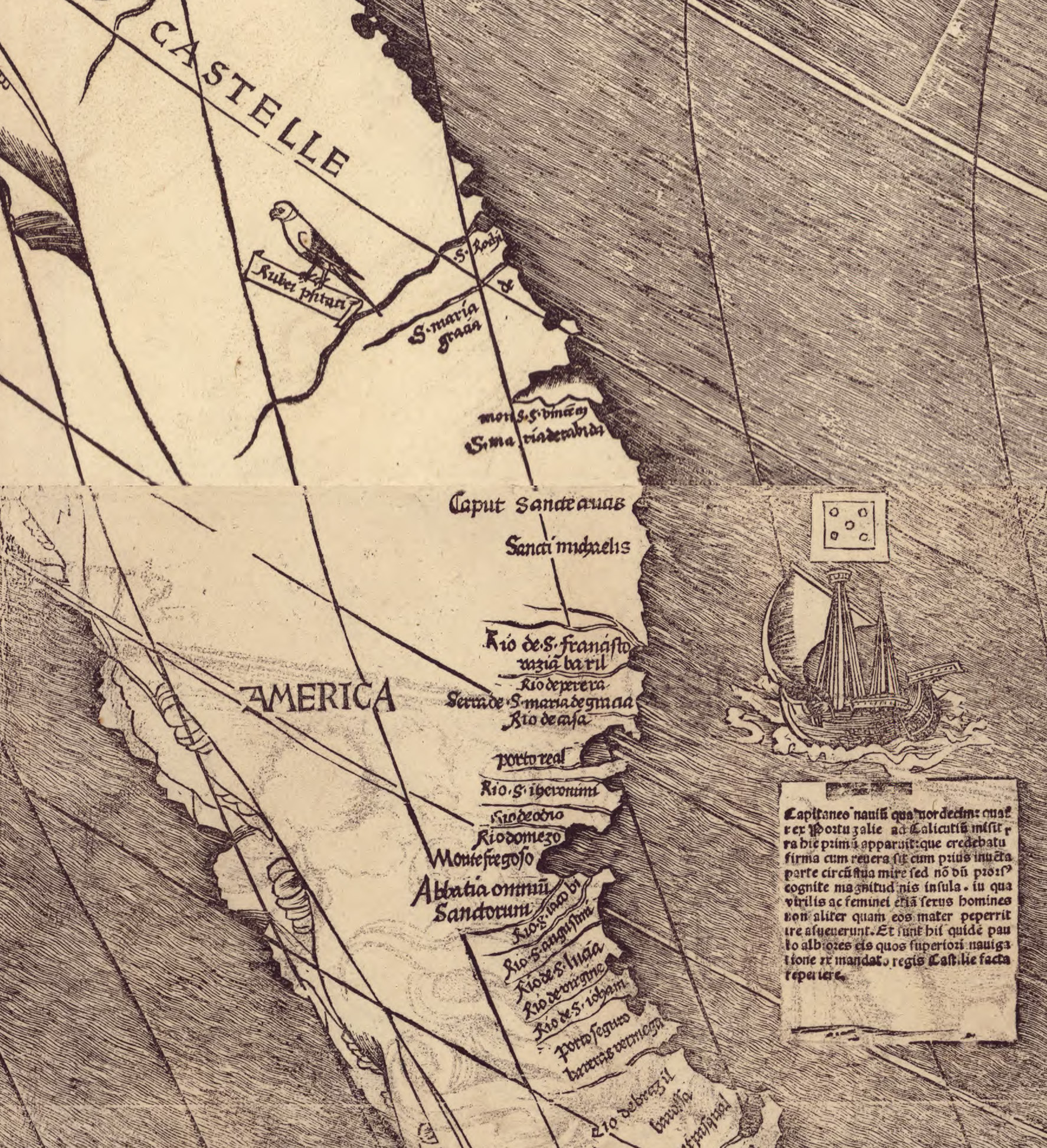
Фрагмент карты Вальдземюллера 1507 года, на которой впервые появился топоним «Америка»

Только небольшая часть разделённой территории была известна европейцам на момент подписания договора. Вскоре после первого плавания Колумба множество исследователей направилось на запад, в том же самом направлении. Начиная с 1497 года начался бум морских исследований западных берегов Атлантики.
В этом году генуэзец Джон Кабот получил патентную грамоту от английского короля Генриха VII. Отплыв из Бристоля, возможно, получив для экспедиции средства от бристольских купцов, Кабот пересёк Атлантический океан в северных широтах, надеясь, что так путь в «Вест-Индию» будет короче и высадился на побережье Северной Америки, возможно, на Ньюфаундленде.
В 1499 году Жуан Фернандиш Лаврадор, получивший патент короля Португалии, вместе с Перу ди Барселушем впервые обнаружил полуостров Лабрадор, который был назван его именем. После возвращения он, возможно, заходил в Бристоль, чтобы получить патентную грамоту и в дальнейшем заниматься исследованиями для англичан. Примерно в то же самое время, в 1499—1502 годах, братья Гашпар и Мигель Корте Реалы исследовали побережье Гренландии и Ньюфаундленда в поисках Северо-Западного прохода в Азию. Эти открытия были отражены на Планисфере Кантино в 1502 году.

#### «Истинные Индии» и Бразилия
В 1497 король Португалии Мануэл I отправил большой флот на восток, продолжив политику своих предшественников, направленную на поиск пути в Ост-Индию. В июле 1499 года быстро распространилась новость о том, что португальцы достигли берегов «истинных Индий», так как письмо об этом португальский король отправил испанским католическим королям через день после триумфального возвращения флота.
В то время как Колумб, вернувшись из третьего своего путешествия к Центральной Америке, вступил в конфликт с испанским двором, вторая португальская армада отправилась к Индии. Флот из тринадцати кораблей с около 1500 человек на борту вышел из Лиссабона 9 марта 1500 года. Флот возглавил Педру Алвариш Кабрал, а под его командованием были такие опытные мореплаватели как Бартоломеу Диаш, Николау Коэлью и нотариус Перу Ваш де Каминья. Чтобы избежать безветрия у берегов Гвинейского залива, они направились в юго-западном направлении, по большому «volta do mar». 21 апреля 1500 года была обнаружена гора, позднее названная Монте-Паскоал; 22 апреля 1500 года экспедиция высадилась на побережье Бразилии, а 25 апреля того же года флот вошёл в гавань, названную Порту-Сегуру. Кабрал предположил, что новая земля лежит к востоку от тордесильясской линии и отправил в Португалию донесение об этом важном открытии. Полагая, что новооткрытая земля представляет собой остров, её назвали Остров Вера-Круз (Остров Истинного креста). Некоторые историки утверждают, что португальцы знали о южноамериканских землях из предыдущих плаваний, когда использовали «volta do mar» — в этом случае настойчивость Жуана II при переносе тордесильясской линии не была случайной.
По приглашению португальского короля Мануэла I Америго Веспуччи, флорентиец, работавший на севильский филиал Банка Медичи с 1491 года, финансировавшим океанские экспедиции, и ранее принимавший участие в двух путешествиях к берегам Гайаны с Хуаном де ла Косой на службе Испании, присоединился в качестве наблюдателя к исследовательским экспедициям к восточному побережью Южной Америки и стал известен в Европе после двух отчётов, приписываемых ему, опубликованных между 1502 и 1504 годами. Он вскоре понял, что Колумб не достиг берегов Азии, но открыл для европейцев Новый Свет: Америку. Название Америка впервые дали континенту в 1507 году картографы Мартин Вальдземюллер и Маттиас Рингманн, возможно, в честь Америго Веспуччи, который первым из европейцев понял, что открытые земли являются не Индией, а «Новым Светом», Mundus novus, как был озаглавлен на латыни документ того времени, основанный на письмах Веспуччи к Лоренцо де Медичи, и пользовавшийся большой известностью в Европе.

## Индийский океан (1497—1513)

### Экспедиция Васко да Гамы в Индию

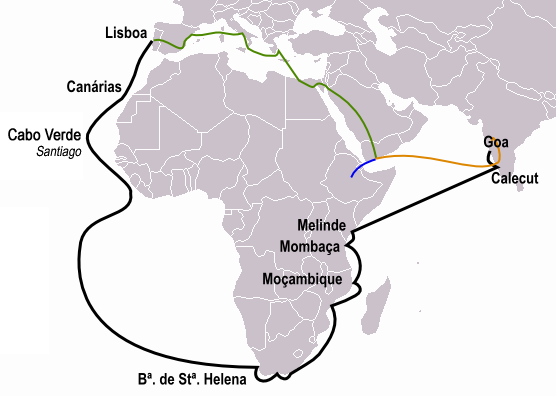
Маршрут путешествия Васко да Гамы 1497—1499 годов в Индию (чёрный). Отмечены маршруты предыдущих путешествий Перу да Ковильяна (оранжевый) и Афонсу де Паивы (голубой), а также их начальная часть маршрута (зелёный)

После ликвидации угрозы прямой конкуренции с Испанией подписанием Тордесильясского договора португальские исследования и колонизация к востоку от оговорённого меридиана быстро продолжились. Дважды, в 1485 и в 1488 годах, Португалия официально отказывала Христофору Колумбу в реализации идеи достижения Индии западным путём. Король Жуан II отказывал Колумбу, так как был уверен, что его оценка расстояния до Индии в 800 лиг (3860 км) была заниженной, а так как в 1487 году Бартоломеу Диаш обогнул южную оконечность Африки, португальцы полагали, что плавание на восток будет намного короче. После возвращения Диаша от мыса Доброй Надежды в 1488 году и путешествия Перу да Ковильяна в Эфиопию по суше стало понятно, что можно попасть в Индийский океан непосредственно из Атлантического. И долгожданная экспедиция в Индию была подготовлена.
При новом короле Мануэле I в июле 1497 года небольшой исследовательский флот из четырёх судов и около 170 человек экипажа под командованием Васко да Гамы покинул Лиссабон. В декабре флот достиг реки Грейт-Фиш, места, где Диаш повернул назад, и направился в неизведанные воды. 20 мая 1498 года экспедиция прибыла в Каликут. Попытки Васко да Гамы получить наилучшие торговые условия не удались из-за низкой стоимости привезённых ими товаров по сравнению с дорогостоящими товарами, которые продавались там. В августе или сентябре 1499 года, через два года после отплытия, Гама и оставшиеся 55 членов экипажа вернулись со славой в Португалию и стали первыми европейцами, попавшими в Индию морским путём.
В 1500 году второй большой флот из тринадцати кораблей и около 1500 человек экипажа отправился в Индию. Первую высадку эта экспедиция под командованием Педру Алвариша Кабрала сделала на побережье Бразилии; а позднее, в 1501 году, в Индийском океане, один из кораблей Кабрала открыл остров Мадагаскар, который впоследствии, в 1507 году, был частично исследован Тристаном да Кунья; так же в 1507 году был открыт Маврикий. До этого, в 1506 году, была оккупирована Сокотра и в этом же году Лоуренсу де Алмейда высадился на Шри-Ланке, восточном острове, который он назвал «Тапробане», взяв название из описаний походов Александра Македонского и греческого географа IV века до нашей эры Мегасфена. Первые португальские фактории на азиатском континенте были построены в Кочи и Каликуте (1501), а затем в Гоа (1510).

### «Острова Пряностей» и Китай

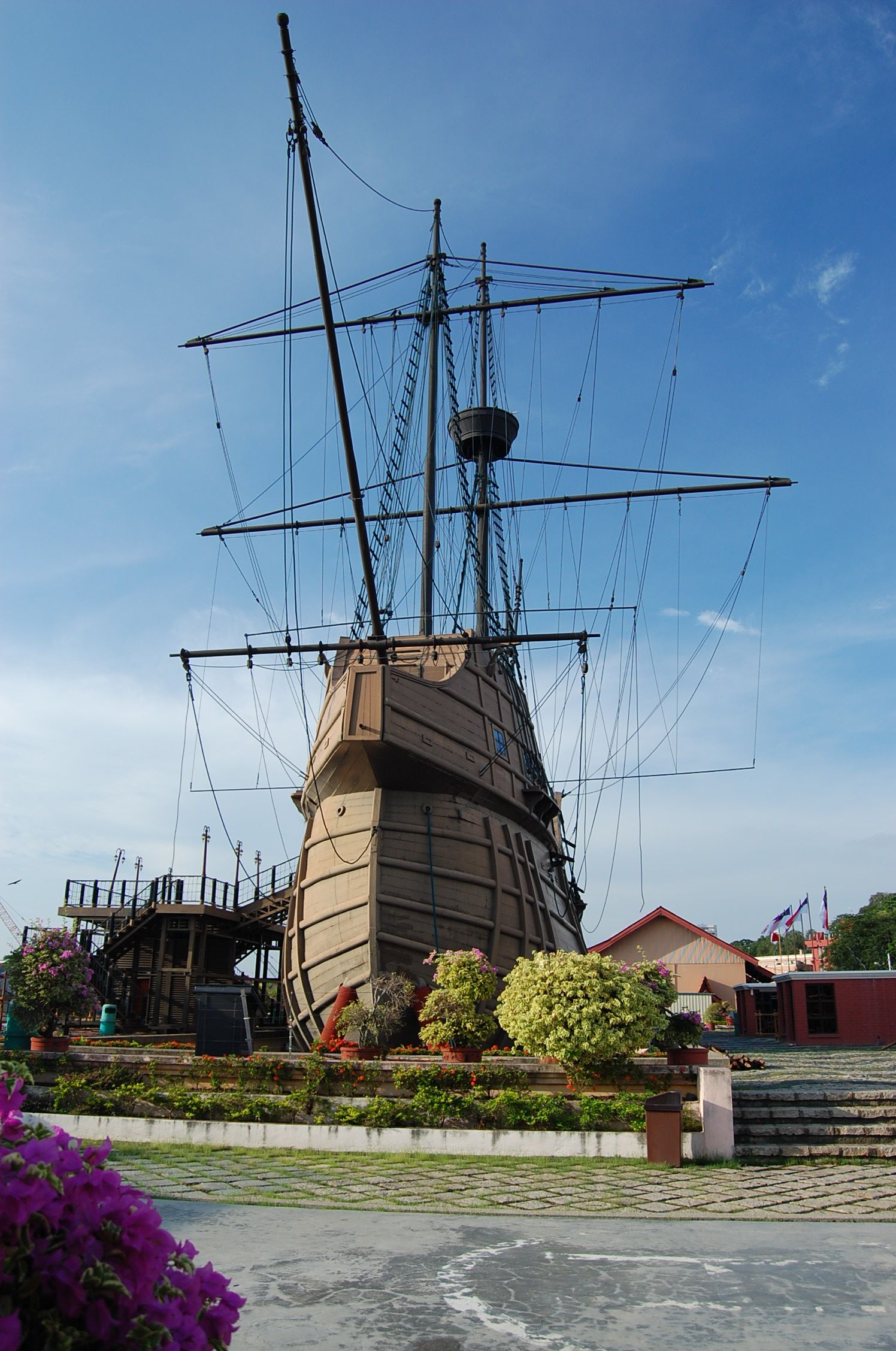
Реплика каракки Flor de la mar в морском музее Малакки

В 1511 году Афонсу де Албукерки захватил Малакку, важнейший центр азиатской торговли, для Португалии. Обосновавшись в Малакке, Албукерки послал несколько посольств: Дуарте Фернандеш стал первым европейским дипломатом, посетившим королевство Сиам (современный Таиланд).
Стремясь узнать местоположение так называемых «островов пряностей», Молуккских островов, главным образом архипелага Банда, в то время единственного источника мускатного ореха и гвоздики, главной цели путешествия через Индийский океан, он отправил экспедицию под командованием Антониу ди Абреу к островам Банда, где они стали первыми европейцами, прибыв туда в начале 1512 года. Абреу после этого отправился к острову Амбон, где корабль его вице-капитана Франсишку Серрана затонул. Серран поступил на службу к султану Тернате, после чего он получил разрешение построить португальскую крепость-факторию на главном острове султаната: Форт св. Иоанна Крестителя на Тернате, который укрепил португальское присутствие на Малайском архипелаге.
В мае 1513 года Жорже Алвареш, один из португальских посланников, достиг Китая. Несмотря на то, что он высадился на берег острова Линдин в дельте Жемчужной реки, первым европейцем, высадившимся на южное материковое побережье Китая, считается Рафаэль Перестрелло, родственник знаменитого Христофора Колумба, который прибыл на португальском корабле с командой из малайцев из Малакки в Гуанчжоу в 1516 году для организации торговли. Фернан Пиреш де Андраде посетил кантон в 1517 году и открыл торговлю с Китаем, в 1557 году португальцы получили разрешение занять Макао.
Для укрепления торговой монополии Афонсу де Албукерки в 1507 и 1515 годах захватывал остров Ормуз, от которого зависел контроль над Ормузским проливом в Персидском заливе, а также вступил в дипломатические отношения с Персией. В 1513 году, во время попытки захвата Адена, экспедиция Албукерки вошла в Красное море через Баб-эль-Мандебский пролив и высадилась на острове Камаран. В 1521 году войска под командованием Антониу Коррейя захватили Бахрейн, после чего почти восемьдесят лет португальцы правили этим архипелагом Персидского залива. В Красном море порт Массауа оставался самой северной точкой, куда доходили португальцы, до 1541 года, когда флот Эштевана да Гамы продвинулся до Суэца.

## Тихий океан (1513—1529)

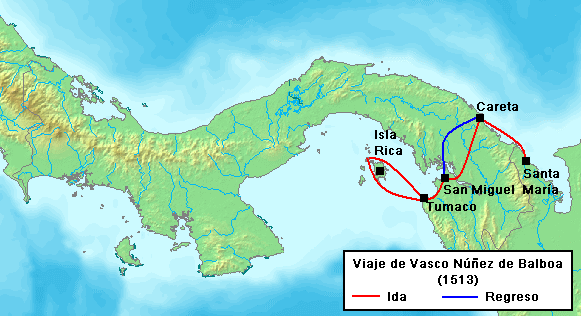
Переход Васко Нуньеса де Бальбоа к «Южному морю», 1513 год

В 1513 году в 65 км к югу от Аканди (современная Колумбия) испанец Васко Нуньес де Бальбоа получил неожиданные новости о «другом море», где много золота, которые выслушал с большим интересом. Получив важную информацию от касиков, 1 сентября 1513 года он вместе со 190 испанцами, несколькими местными проводниками, собаками и с небольшим запасом продовольствия, направился в экспедицию через Панамский перешеек. На маленькой бригантине и десяти каноэ они проплыли вдоль берега и высадились на него. 6 сентября экспедиция увеличилась до 1000 человек, провела несколько сражений, вошла в густые джунгли и поднялась на горных хребет вдоль реки Чукунаке, откуда, наконец, увидели это «другое море». Бальбоа продолжил путь и до полудня 25 сентября он увидел на горизонте неизвестное море, став первым европейцем, увидевшим Тихий океан из Нового Света. Экспедиция спустилась к берегу для разведки, и её участники стали первыми европейцами, совершившими плавание в Тихом океане. После того, как экспедиция продвинулась более чем на 110 км Бальбоа назвал залив, к которому они вышли, Сан-Мигель. Он назвал открытое им море Mar del Sur (Южное море), так как они двигались на юг, чтобы достичь его. Главной целью экспедиции Бальбоа были поиски богатых золотом стран. Наконец, он доплыл до земель касиков на островах, крупнейший из которых назвал Isla Rica (Богатый остров, сегодня известен как Рей). Он назвал архипелаг Жемчужными островами, это название сохранилось до сегодняшнего дня.
В 1515—1516 годах Хуан Диас де Солис, служивший Испании, доплыл до эстуария Ла-Плата, которому дал название, погибнув в поисках прохода к «Южному морю» в Южной Америке.
В то же самое время португальцы в юго-восточной Азии стали первыми европейцами на Филиппинах, обнаружив Лусон к востоку от Борнео.

### Первое кругосветное путешествие

Маршрут кругосветного путешествия экспедиции Магеллана-Элькано (1519—1522)

В 1516 году несколько португальцев, вступивших в конфликт с королём Мануэлом I, перебрались в Севилью и поступили на службу только что вступившему на трон испанскому королю Карлу I. Среди них были путешественники Диогу и Дуарте Барбоза, Эштеван Гомиш, Жуан Серран и Фернан Магеллан, картографы Хорхе Рейнель и Диогу Рибейру, космографы Франсишку и Руй Фалейру и фламандский купец Христофор де Аро. Фернан Магеллан, который до этого совершал плавания в Индию на португальской службе до 1513 года, принимал участие в открытии Молуккских островов, а также был в дружеских отношениях с жившим там Франсишку Серраном, развил теорию о том, что эти острова находятся в испанской зоне, обозначенной Тордесильясским договором, поддерживаемую учением братьев Фалейру. Зная об усилиях Испании в поисках западного пути в Индию, Магеллан предложил свой план испанскому королю.
Король Испании и Христофор де Аро финансировали экспедицию Магеллана. 10 августа 1519 года из Севильи вышел флот из пяти кораблей: флагман Тринидад под командованием Магеллана, Сан Антонио, Концепсьон, Сантьяго и Виктория, первый из них был каравеллой, а остальные — каракки или «нау», с командой 237 человек разных национальностей. Целью экспедиции стало достижение Молуккских островов, направляясь на запад, что позволило бы увеличить испанскую экономическую зону и сферу влияния.

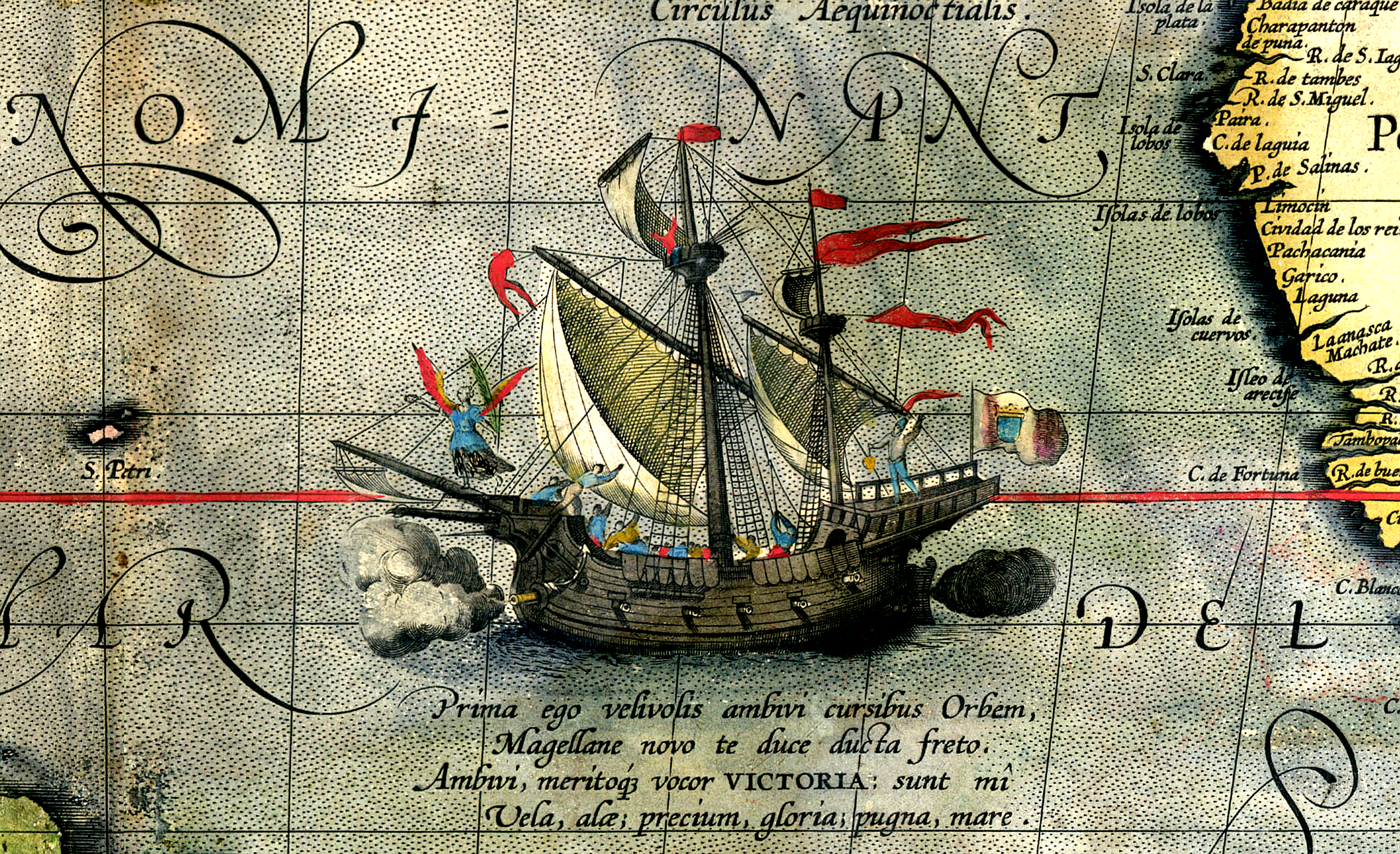
Виктория, единственный корабль экспедиции, который смог завершить первое кругосветное плавание (на карте Maris Pacifici Абрахама Ортелия, 1589 год)

Флот направлялся всё дальше и дальше на юг, избегая португальских территорий в Бразилии, и первым достиг Огненной Земли, южной точки американского континента. 21 октября 1519 года он был у мыса Виргенес, где начался трудный 373-мильный (600 км.) переход по длинному проливу, который Магеллан назвал Estrecho de Todos los Santos (пролив всех Святых), сейчас он носит имя Магеллана. 28 ноября 1519 года три корабля вошли в Тихий океан — так его назвал Магеллан (Mar Pacífico), так как погода благоприятствовала путешественникам. Далее экспедиция пересекла Тихий океан. Магеллан погиб в сражении на острове Мактан на Филиппинах, и командование принял Хуан Себастьян Элькано, который добрался до Островов Пряностей в 1521 году. 6 сентября 1522 года Виктория вернулась в Испанию, завершив первое в мире кругосветное путешествие. Только 18 человек на одном корабле вернулось из этого плавания под командованием Элькано. Ещё семнадцать человек вернулось в Испанию позже: двенадцать попавших в плен к португальцам на Кабо-Верде несколькими неделями раньше, вернулись в 1525—1527 годах, а ещё пятеро спаслось с Тринидада. Венецианский учёный и путешественник Антонио Пигафетта, который принимал участие в экспедиции, вёл точные записи, которые стали главным источником наших знаний об этой экспедиции.
Это кругосветное путешествие дало Испании важнейшие знания о мире и океанах, которые в дальнейшем помогли при исследованиях и колонизации Филиппин. Несмотря на то, что западный маршрут не стал реальной альтернативой португальскому пути вокруг Африки (Магелланов пролив находится слишком далеко к югу, а Тихий океан слишком велик, чтобы его пересекать за один переход из Испании), последующие испанские экспедиции пользовались этой информацией для переходов от побережья Мексики через Гуам до Манилы.

### Западные и восточные пути встретились

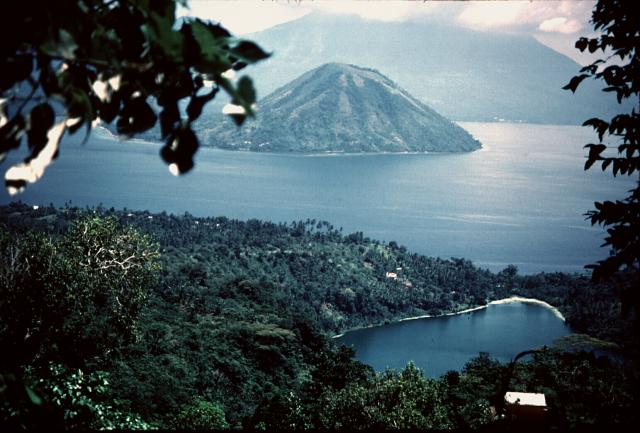
Вид с острова Тернате на Тидоре (Молуккские острова), где португальцы, приплывшие с восточным путём и испанцы, приплывшие западным, наконец встретились и воевали друг с другом в 1522-29 годах

Маршрут Альваро де Сааведры, который отплыл из Новой Испании в 1527 году к Молуккским островам, но не смог найти обратный путь

Вскоре после экспедиции Магеллана португальцы начали предпринимать усилия по укреплению своих позиций на Островах Пряностей, построив форт на Тернате. В 1525 году испанский король Карл I послал ещё одну экспедицию на запад для колонизации Молуккских островов, полагая, что они попадают на территорию Испании по Тордесильясскому договору. Флот состоял из семи кораблей с 450 человек на борту под командованием Гарсии де Лоайсы, также в составе экспедиции был Хуан Себастьян Элькано, погибший, как и Лоайса, при переходе, а также молодой Андрес Урданета.
В районе Магелланова пролива один из кораблей был отнесён штормом на юг, достигнув 56° южной широты, где его экипаж решил, что увидел «конец мира»: они впервые обогнули мыс Горн. Экспедиция шла к своей цели с большими трудностями, встав на якорь у острова Тидоре. Конфликт с находившимися рядом на Тернате португальцами стал неизбежен, вооружённое противостояние продолжалось всё ближайшее десятилетие.
Так как Тордесильясским договором не была обозначена восточная граница, а оба государства были заинтересованы в устранении разногласий, проводились переговоры и консультации. С 1524 по 1529 годы португальские и испанские специалисты встречались в Бадахосе и Элваше, предпринимая попытки найти местоположение антимеридиана для Тордесильясского соглашения, который бы делил мир на две равные полусферы. Каждое из королевств выделило по три астронома и картографа, три мореплавателя и три математика. С португальской стороны в совет входил картограф и космограф Лопу Хомем, а с испанской — Диогу Рибейру. Совет собирался несколько раз, однако к соглашению стороны не приходили: в то время было невозможно точно определить долготу, и каждая группа исследователей стремилась передать острова своему правителю. В 1529 году после долгих переговоров стороны подписали Сарагосский договор, по которому Молуккские острова были переданы Португалии, а Филиппины — Испании.
Между 1525 и 1528 годами Португалия отправила несколько экспедиций в район Молуккских островов. Гомеш де Сикейра и Диогу да Рока были направлены на север губернатором Тернате Жоржи ди Менезиш, они стали первыми европейцами, достигшими Каролинских островов, которые они назвали «Островами де Сикейра». В 1526 году Жоржи ди Менезиш встал на якорь у острова Вайгео, Папуа-Новая Гвинея. Теория португальского открытия Австралии основана на фактах активной исследовательской деятельности португальцев в регионе и является одной из наиболее обоснованных теорий раннего открытия Австралии, согласно ей первооткрывателями Австралии являются Криштован де Мендонса и Гомеш де Сикейра.
В 1527 году Эрнан Кортес снарядил флот на поиски новых земель в «Южном море» (Тихий океан), пригласив для командования им своего родственника Альваро де Сааведру. 31 октября 1527 года Сааведра отплыл из Новой Испании, пересёк Тихий океан и подошёл к северному побережью Новой Гвинеи, которую назвал Isla de Oro (Золотой остров). В октябре 1528 года один из его кораблей достиг Молуккских островов. На обратном пути в Новую Испанию пассаты отнесли его корабли назад на северо-восток, и он предпринял попытку плыть на юг. Он вернулся к Новой Гвинее и направился на северо-восток, где открыл Маршалловы Острова и Острова Адмиралтейства, но ветра́ опять отнесли его корабли к Молуккским островам.
Поиск пути на запад был сопряжён со многими трудностями, пока наконец не был обнаружен Андресом Урданетой в 1565 году.

## Испанские конкистадоры в Америке (1519—1540)
Слухи о неизвестных островах к северо-западу от Эспаньолы достигли Испании в 1511 году и Фердинанд II Арагонский был заинтересован в форсировании дальнейших исследований. В то время как португальцы получали огромные прибыли от торговли с Индийским океаном, Испания инвестировала в поиски золота и других ценных ресурсов в глубине материка. Участники этих экспедиций, «конкистадоры», происходили из самых разных слоёв общества, среди них были ремесленники, купцы, представители духовенства, дворяне и освобождённые рабы. Они обычно имели собственную экипировку, рассчитывая на долю в прибылях, не несли службу в королевской армии, а часто не имели военной подготовки или опыта.
В Америке испанцы обнаружили несколько крупных государств, таких же больших и густонаселённых, как в Европе. Тем не менее, горсткам конкистадоров удалось одержать верх над большими индейскими армиями и завоевать эти государства. В это время пандемии европейских болезней, таких как натуральная оспа, уничтожили значительную часть местного населения. После того, как была утверждена власть короля на американских территориях, испанцы сосредоточились на добыче и экспорте золота и серебра.
В 1512 году, чтобы вознаградить Хуана Понсе де Леона за исследования Пуэрто-Рико в 1508 году, король Фердинанд отправил его на поиски новых земель. Хуан Понсе де Леон должен был стать губернатором открытых земель, но при этом он самостоятельно должен был финансировать экспедицию. Леон вышел из Пуэрто-Рико в марте 1513 года на трёх кораблях с 200 человек. В апреле они обнаружили землю и назвали её La Florida, так как это произошло на Пасху (исп. Florida); полагая, что открыт новый остров, они стали первыми европейцами, ступившими на землю полуострова. На место высадки претендуют Сент-Огастин, Бухта Понсе де Леона и Мелборн-Бич. Они направились на юг, продолжая путешествие и 8 апреля 1513 года наткнулись на течение, которое отнесло их назад: это была первая встреча с Гольфстримом, который вскоре стал главным маршрутом для кораблей, следующих из испанской Вест-Индии в Европу. Они продолжили исследование побережья до залива Бискейн, Драй-Тортугас, а затем направились на юго-запад, и в июле, стремясь обогнуть Кубу и вернуться обратно, открыли Большую Багаму.

### Завоевания Кортеса в Мексике и Империи Ацтеков

Маршрут Кортеса в 1519—1521 годах

В 1517 году губернатор Кубы Диего Веласкес отправил флот под командованием Эрнандеса де Кордобы для исследования полуострова Юкатан. Они пристали к берегу, где их встретили индейцы майя, однако ночью на людей Эрнандеса де Кордобы было совершено нападение и только часть команды вернулась обратно. Диего Веласкес отправил ещё одну экспедицию под командованием своего племянника Хуана де Грихальвы, который отправился на юг, к побережью Табаско, земле Империи Ацтеков. В 1518 году Веласкес направил экспедицию под командованием мэра Сантьяго-де-Кубы Эрнана Кортеса на исследование Мексики, но из-за возникших между ними разногласий отменил приказ.
В феврале 1519 года Кортес, несмотря на проблемы со снабжением, игнорировал отказ Веласкеса и вышел в море. В его распоряжении было 11 судов, 500 человек, 13 лошадей и некоторое количество пушек. Высадка была произведена на Юкатане, на землях индейцев Майя, которые Кортес объявил принадлежащими испанской короне. От Тринидада он двинулся к Табаско и выиграл сражение против аборигенов. Среди побеждённых была Малинче, его будущая наложница, которая знала одновременно науатль — lingua franca Мексики и один из языков майя — чонталь, впоследствии ставшая переводчиком и советником. Благодаря ей Кортес узнал о богатой Империи Ацтеков.
В июле 1519 года его войска высадились на побережье Мексиканского залива и основали порт Веракрус, что переводило Кортеса в прямое подчинение королю Карлу I. Здесь Кортес потребовал встречи с ацтекским правителем Монтесумой II, который повторно ответил отказом. Кортес направился к Теночтитлану и по пути нашёл союзников среди нескольких местных племён. В октябре 1519 года в сопровождении около 3000 тлашкальтеков его отряд направился к Чолуле, второму по размеру городу центральной Мексики. То ли чтобы вселить страх в сердца ацтеков, то ли (как он позднее утверждал) это была показательная казнь вероломных индейцев, которые могли его предать, но испанцы вырезали тысячи невооружённых представителей знати, собранных на центральной площади, и частично сожгли город.

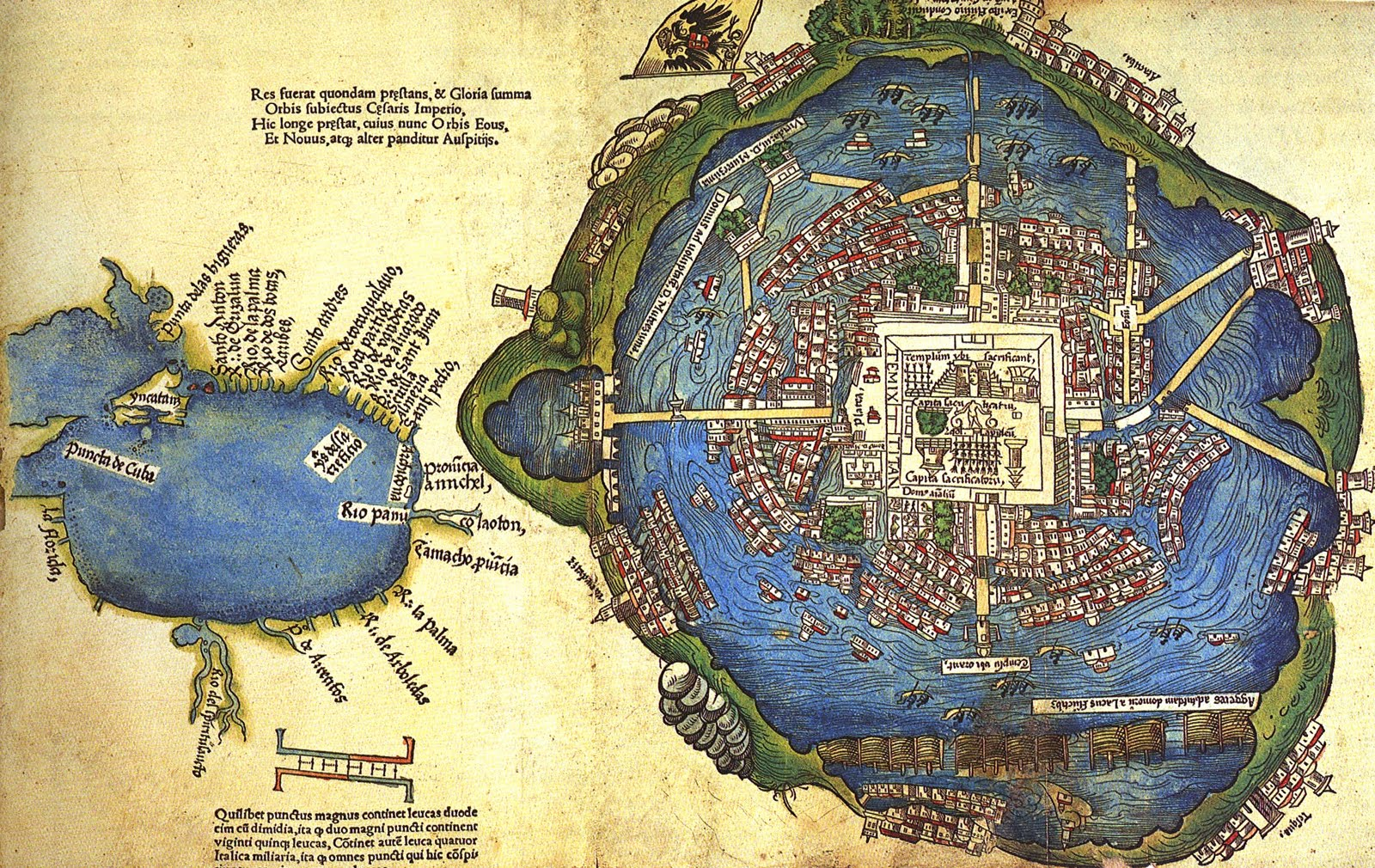
Карта острова города Теночтитлан и Мексиканского залива, сделанная одним из спутников Кортеса, 1524 год, Библиотека Ньюберри, Чикаго

Прибыв к Теночтитлану с большой армией, 8 ноября испанцев любезно встретил тлатоани ацтеков Монтесума II, который сознательно позволил Кортесу проникнуть в сердце Империи Ацтеков, надеясь получить от них как можно больше информации, а затем уничтожить их. Правитель одарил Кортеса множеством золотых украшений, которые только усилили желание испанцев завладеть этой страной. Кортес в своих письмах к Карлу I утверждал, что местные жители приняли его солдат и его самого за посланцев бога Кетцалькоатля, поэтому не оказывали поначалу сопротивления. Эта версия современными историками оспаривается. Вскоре индейские гонцы сообщили, что гарнизон Веракруса подвергся нападению, после чего Кортес, видимо, принял решение захватить правителя ацтеков в заложники в своём собственном дворце, потребовав выкупа в качестве дани Карлу I.
Тем временем Веласкес отправил экспедицию из 1100 человек под командованием Панфило де Нарваэса против Кортеса, которая прибыла в Мексику в апреле 1520 года. Кортес оставил 200 солдат в Теночтитлане и вышел с остальными навстречу Нарваэсу, которого он смог победить, убедив солдат и офицеров присоединиться к нему.
В Теночтитлане один из лейтенантов Кортеса устроил бойню в Великом Храме, что стало причиной восстания местных жителей. Кортес быстро вернулся, рассчитывая поддержать Монтесуму, но правитель ацтеков уже был умерщвлён, возможно, от рук своих подданных. Испанцы были вынуждены отступить к тлашкальтекам после событий Ночи печали, когда во время отступления их арьергард был беспощадно уничтожен. Значительная часть сокровищ была утрачена во время этого панического бегства. После битвы при Отумбе испанцы дошли до Тласкалы, потеряв 870 человек. Заручившись поддержкой союзников и получив подкрепления с Кубы, в августе 1521 года Кортес осадил Теночтитлан и захватил нового правителя ацтеков Куаутемока. Так как Империя Ацтеков перестала существовать, а город стал испанским, Кортес переименовал его в Мехико.

### Завоевания Писарро в Перу и Империи Инков

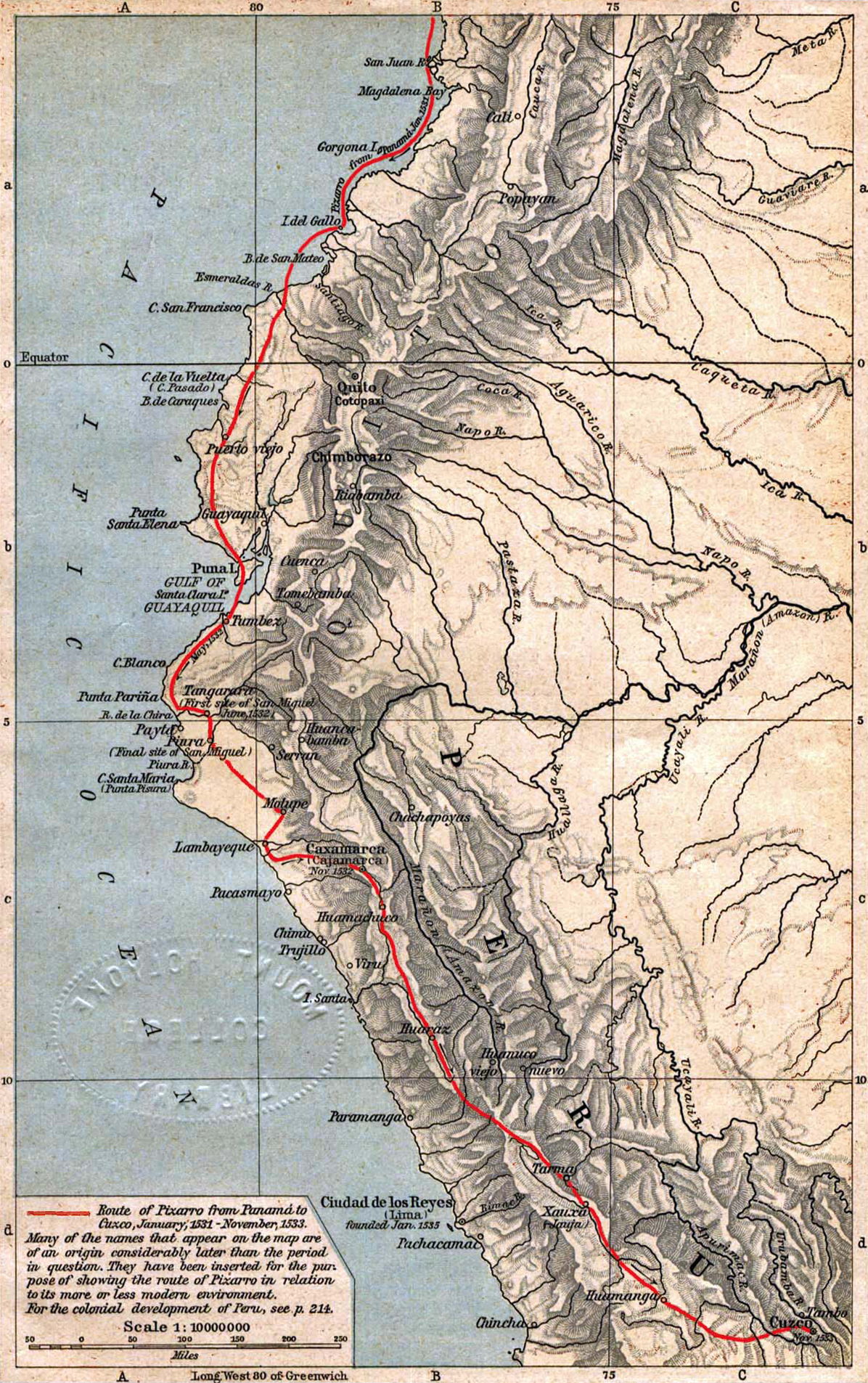
Маршрут Франсиско Писарро во время завоевания Перу (1531—1533)

Первая попытка исследования западной части Южной Америки была предпринята в 1522 году Паскуалем де Андагоя. Индейцы Южной Америки сообщили ему о богатой золотом земле у реки, которую они называли «Пиру». Достигнув реки Сан-Хуан, Андагоя заболел и вернулся в Панаму, где и рассказал о «Пиру» как о легендарной стране Эльдорадо. Его рассказы, а также информация об успехах Эрнана Кортеса, привлекли внимание Франсиско Писарро.
Франсиско Писарро принимал участие в экспедиции Нуньеса де Бальбоа через Панамский перешеек. В 1524 году он заключил соглашение со священником Эрнандо де Луке и солдатом Диего де Альмагро об экспедиции на юг, от которой они рассчитывали получить большую прибыль. Они создали предприятие, которое назвали «Empresa del Levante»: Писсаро в нём стал руководителем, Альмагро отвечал за военную сторону и снабжение продовольствием, а Луке — за финансы и снабжение кораблей.
Согласно докладу Хуана де Самано, секретаря Карла I, впервые достоверно о Перу стало известно в 1525 году в связи с завершением первой Южной экспедиции Франсиско Писарро и Диего де Альмагро. Эта первая из трёх экспедиций в составе около 80 человек и имевшая в своём распоряжении 40 лошадей отправилась 13 сентября 1524 года на завоевание Перу. Экспедиция завершилась неудачей, до того момента, как непогода, голод и стычки с местными жителями, в которых Альмагро потерял глаз, заставили повернуть назад, она дошла не далее Колумбии. О ходе экспедиции говорят названия населённых пунктов, которые давали им испанцы: Puerto deseado (желанный порт), Puerto del hambre (голодный порт) и Puerto quemado (сожжённый порт). Двумя годами позже они начали второй поход, с трудом получив на него разрешение от губернатора Панамы. В августе 1526 года они вышли на двух кораблях с 160 солдатами и несколькими лошадьми. Достигнув реки Сан-Хуан, они разделились: Писарро остался исследовать болотистые берега, а Альмагро вернулся за подкреплениями. Кормчий Бартоломе Руис направился на юг, и после пересечения экватора захватил плот из Тумбеса. К его удивлению, на нём везли ткани, керамику, а также золото, серебро и изумруды, которые были главной целью экспедиции. Вскоре присоединился Альмагро с подкреплениями, и они продолжили путь. После долго перехода, преодолевая сильные ветра и течения, экспедиция дошла до Атакамеса, где они обнаружили густонаселённые земли, которые находились под властью Империи Инков, но они показались конкистадорам настолько опасными, что они не пошли вглубь страны.
Писарро встал лагерем на берегу реки, пока Альмагро и Луке возвращались за подкреплениями, на этот раз с доказательствами, что золото найдено. Однако новый губернатор также отказал в организации третьей экспедиции и приказал двум кораблям забрать оставшихся конкистадоров в Панаму. Альмагро и Луке использовали возможность, чтобы присоединиться к Писарро. Когда они прибыли на остров Петуха (isla del Gallo), Писарро и его люди претерпевали голод и лишения, но Франсиско нарисовал линию на песке и произнёс: «Здесь Перу с её богатством; там — Панама с её нищетой. Выбирайте, каждый из вас, что лучше для храброго кастильца». Тринадцать человек, вошедшие в историю под названием «Тринадцать воспетых славой», решили остаться с Писарро. Они направились на остров Горгона, где оставались семь месяцев, пока не прибыл провиант.
Они приняли решение плыть на юг и в апреле 1528 года достигли северо-западного перуанского региона Тумбес, где были тепло встречены местным правителем. Двое из солдат Писарро сообщили о несметных богатствах, в том числе об украшениях из золота и серебра, в доме правителя. Впервые они увидели лам, которых Писарро назвал «маленькими верблюдами». Местные жители называли пришельцев «детьми Солнца» за их белые лица и блестящие доспехи. Для того, чтобы подготовить окончательную экспедицию, испанцы решили вернуться в Панаму. Перед возвращением они проплыли на юг вдоль побережья, дав такие названия, как Капо-Бланко, порт Паята, Сечура, Пунта-де-Акуджа, Санта-Круз и Трухильо, достигнув девятого градуса южной широты. Атауальпа лично познакомился с европейцами в 1528 году, когда к нему привели двух людей Писарро — Родриго Санчеса и Хуана Мартина, высаженных возле Тумбеса для разведки территории. Их приказано было доставить в Кито в течение 4 дней, после чего их принесли в жертву богу Тикси Виракоча Пачакамаку в долине Ломас. Возможно, факт принесения в жертву данному богу стал причиной наименования испанцев — «виракоча».
Весной 1528 года Писарро отправился в Испанию, где встретился с королём Карлом I. Король выслушал его доклад об экспедиции в земли, богатые золотом и серебром, и обещал помочь ему. Capitulación de Toledo официально дало право Писарро на завоевание Перу. Писарро привлёк к своему мероприятию множество друзей и родственников: среди них были его братья Эрнандо, Хуан, Гонсало; Франсиско де Орельяна, будущий исследователь Амазонки, а также его двоюродный брат Педро Писарро.
Третья и последняя экспедиция Писарро началась 27 декабря 1530 года. Он отплыл из Панамы в Перу на трёх кораблях, затем 180 человек высадились у Эквадора и отправились в Тумбес, обнаружив город разрушенным. Они основали первое испанское поселение в Перу, Сан-Мигель-де-Пьюра. Вскоре появился посланник Инки Атауальпы, пригласивший Писарро на встречу. В это время шла Гражданская война инков, кроме того, большое количество воинов инков погибло от оспы и кори, завезённых испанцами. Атауальпа отдыхал в северном Перу после победы над своим братом Уаскаром. После двухмесячного перехода экспедиция пришла к Атауальпе. Тот, тем не менее, отказался быть вассалом испанского короля и менять веру. Несмотря на то, что у испанцев было менее 200 солдат и 27 лошадей против 80-тысячной армии инков, Писарро атаковал и одержал победу в битве при Кахамарке, взяв Атауальпу в плен и заключив в комнате выкупа. Несмотря на выполнение обещания заполнить одну комнату золотом, а две серебром, он был обвинён в убийстве своего брата и заговоре против Писарро, а затем казнён.
После казни Атауальпы, сопротивление инков на севере империи в течение двух лет возглавлял его военачальник Руминьяви, в то время как на юге империи испанцы нашли себе союзников из рядов самих инков. Столица инков, город Куско, была покорена испанцами в 1536 году. Инка Манко Инка Юпанки, будучи законным правителем, вынужден был из-за жестокого обращения испанцев скрыться с небольшим количеством приверженцев в горный регион Вилькабамба, где господство инков продолжалось ещё около 30 лет в Новоинкском государстве. В 1572 году последний правитель инков — Тупак Амару — был обезглавлен. Это обозначило конец империи Тауантинсуйу. Государство было разграблено, культура инков разрушена. Покорённые инки вошли в состав народности кечуа.

### Завоевания Хименеса де Кесады в Колумбии и цивилизации Чибча
В апреле 1536 года из города Санта-Марта на карибском побережье вышел отряд в 800 человек под предводительством Гонсало Хименеса де Кесады, направленный испанским губернатором для разведки и завоевания внутренних областей Колумбии. Во многом это было вызвано широко разнесшемся слухом о мифической стране Эльдорадо. В течение почти 9 месяцев отряд Кесады продвигался к землям чибча, встречаясь по пути со множеством препятствий. Более 600 человек погибло от болезней и пало в стычках с индейцами. В 1537 году оставшаяся часть отряда из менее чем 200 человек достигла плато Кундинамарка. Ослабленные междоусобными войнами и нападениями соседних племён чибча, к тому же сначала принявшие испанцев за богов, оказали совершенно незначительное сопротивление. В 1539—1540 годах важные завоевания на территории нынешней Колумбии в провинциях Ансерма и Кимбая осуществил маршал Хорхе Робледо, в составе экспедиций которого принял участие «первенствующий хронист Индий» Педро де Сьеса де Леон. К 1541 году земли чибча-муисков полностью вошли в состав Новой Гранады. Её столицей стал город Санта-Фе-де-Богота, основанный Гонсало Кесадой 6 августа 1538 на месте сгоревшей индейской крепости Факаты.
Сокровища, захваченные конкистадором Гонсало Хименесом де Кесадой на территории Колумбии у чибча-муисков, составили меньшее количество, чем захваченное Франсиско Писарро у инков, как видно из доклада королевских чиновников Хуана де Сан Мартина и Антонио де Лебрихи, принявших личное участие в походе (июль 1539).

## Новые торговые пути (1542—1565)

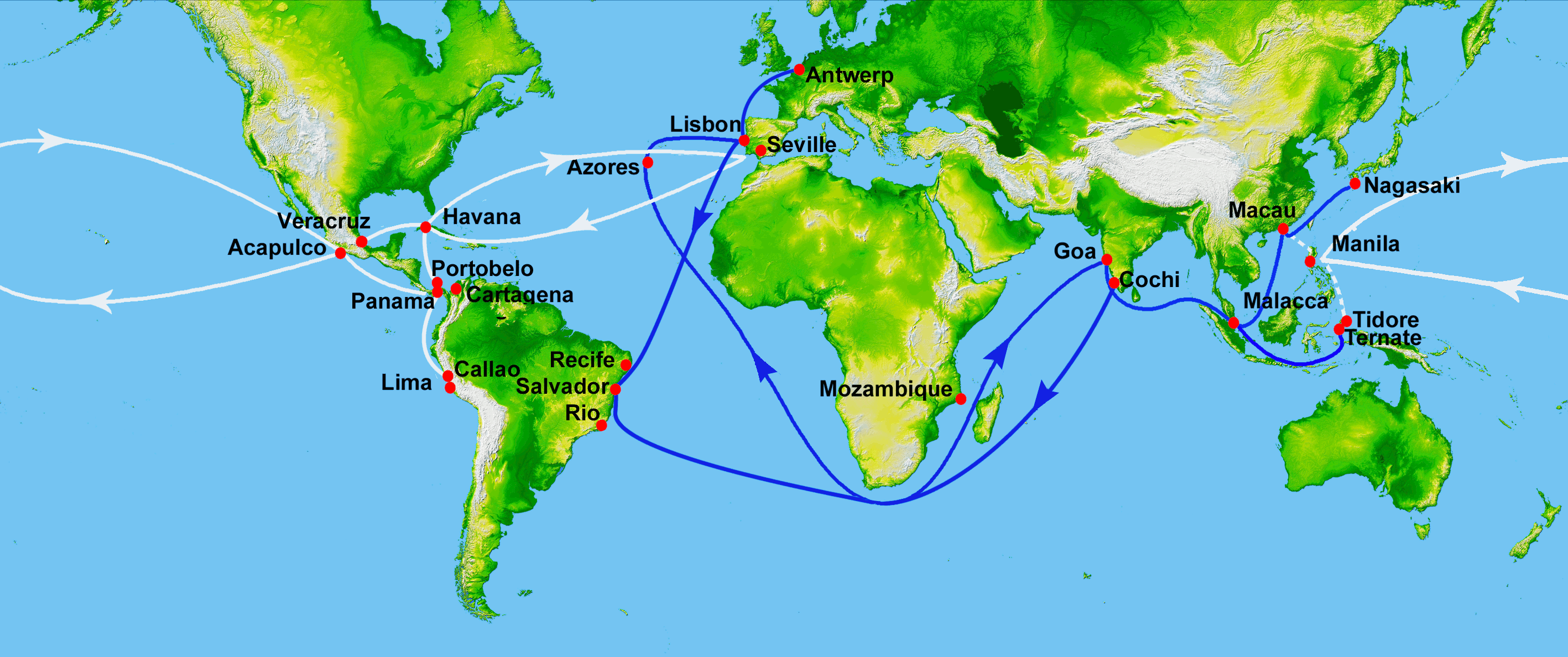
Португальские торговые пути (голубой) и маршруты испанских Манильских галеонов (белый) в 1568 году

В 1543 году три португальских купца стали первыми европейцами, достигшими Японии и непосредственно торговавшими с ней. Согласно Фернану Мендешу Пинту, который принимал участие в этом путешествии, они прибыли в Танегасиму, где произвели впечатление на местных жителей огнестрельным оружием, которое японцы в скором времени смогли скопировать и производить в больших количествах.
Для завоевания Филиппин король Филипп II направил Андреса Урданету. Урданета согласился отправиться к Филиппинам, однако отказался руководить экспедицией, и вместо него был назначен Мигель Лопес де Легаспи. Экспедиция вышла в море в ноябре 1564 года. Спустя долгое время, 1 июня 1565 года, испанцы высадились на Себу, но вскоре должны были отплыть к 38° северной широты, чтобы успеть воспользоваться попутными ветрами.

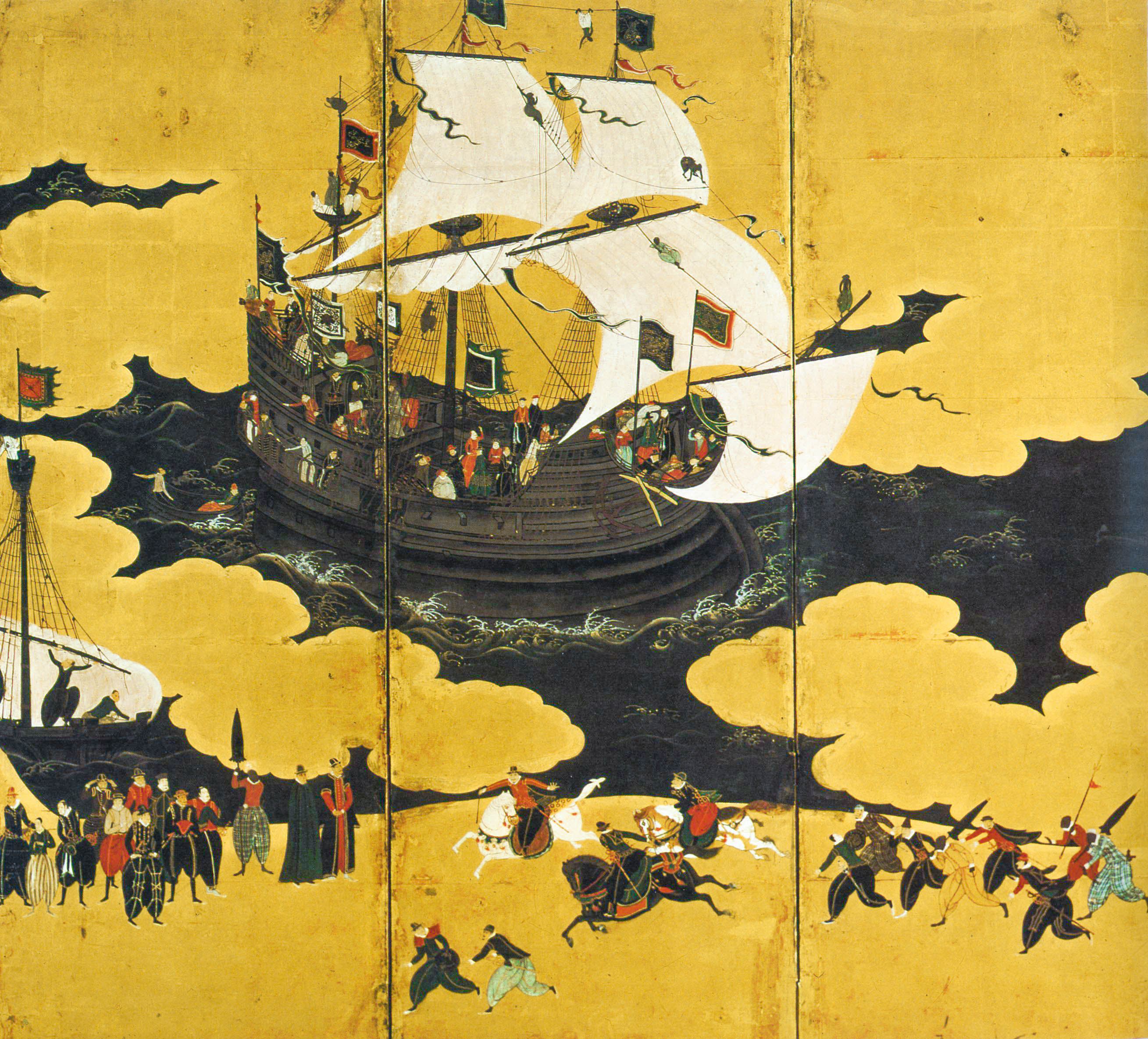
Португальская каракка в Нагасаки, Торговля с южными варварами, Школа Кано, 1570—1616 Япония

Он полагал, что пассаты Тихого океана дуют по большому кольцу, так же как и в Атлантике. Если в Атлантическом океане корабли использовали Volta do mar, который приводил их обратно к Мадейре, то, как они предположили, если они отплывут на север перед движением на восток, им будут сопутствовать пассаты, которые помогут вернуться к побережью Северной Америке. Эти расчёты подтвердились, и экспедиция, возвращаясь, оказалась у побережья Калифорнии около мыса Мендосино, а затем отправились вдоль побережья на юг. Корабль прибыл в Акапулько 8 октября 1565 года, преодолев 12 тысяч миль (20 тысяч км.) за 130 дней. Четырнадцать членов экипажа погибло в пути; только Урданета и Фелипе де Сальседо, племянник Лопеса де Легаспи, имели достаточно сил, чтобы бросить якорь.
Таким образом был открыт транстихоокеанский испанский торговый маршрут между Мехико и Филиппинами. Долгое время этим путём следовали Манильские галеоны, обеспечивающие торговые связи между Китаем, Америкой и Европой через комбинацию транстихоокеанских и трансатлантических маршрутов.
Новый путь к Индонезии и Филиппинам, но уже из Южной Америки, был разведан в ходе экспедиции, в которой принял участие в качестве капитана одного из кораблей известный космограф и мореплаватель Сармьенто де Гамбоа. Перуанский губернатор Гарсия де Кастро приказал подготовить армаду для открытия и заселения островов Авачумби и Ниначумби, которые, согласно инкским легендам, были найдены в Южном море правителем Тупаком Инкой Юпанки. Генералом экспедиции был выбран его племянник — Альваро де Менданья. Корабли вышли из порта Кальяо 19 ноября 1567 года. Несмотря на возникшие разногласия между генералом и Сармьенто, они прибыли к архипелагу Соломона, который подчинили королевской короне. Взаимные упрёки продолжились в январе 1569 года в порту Сантьяго, в Колима (Мексика), однако считается достаточно вероятным, что мореплаватели достигли и посетили берега Австралии.

## Подъём стран Северной Европы (1595—1600-е)

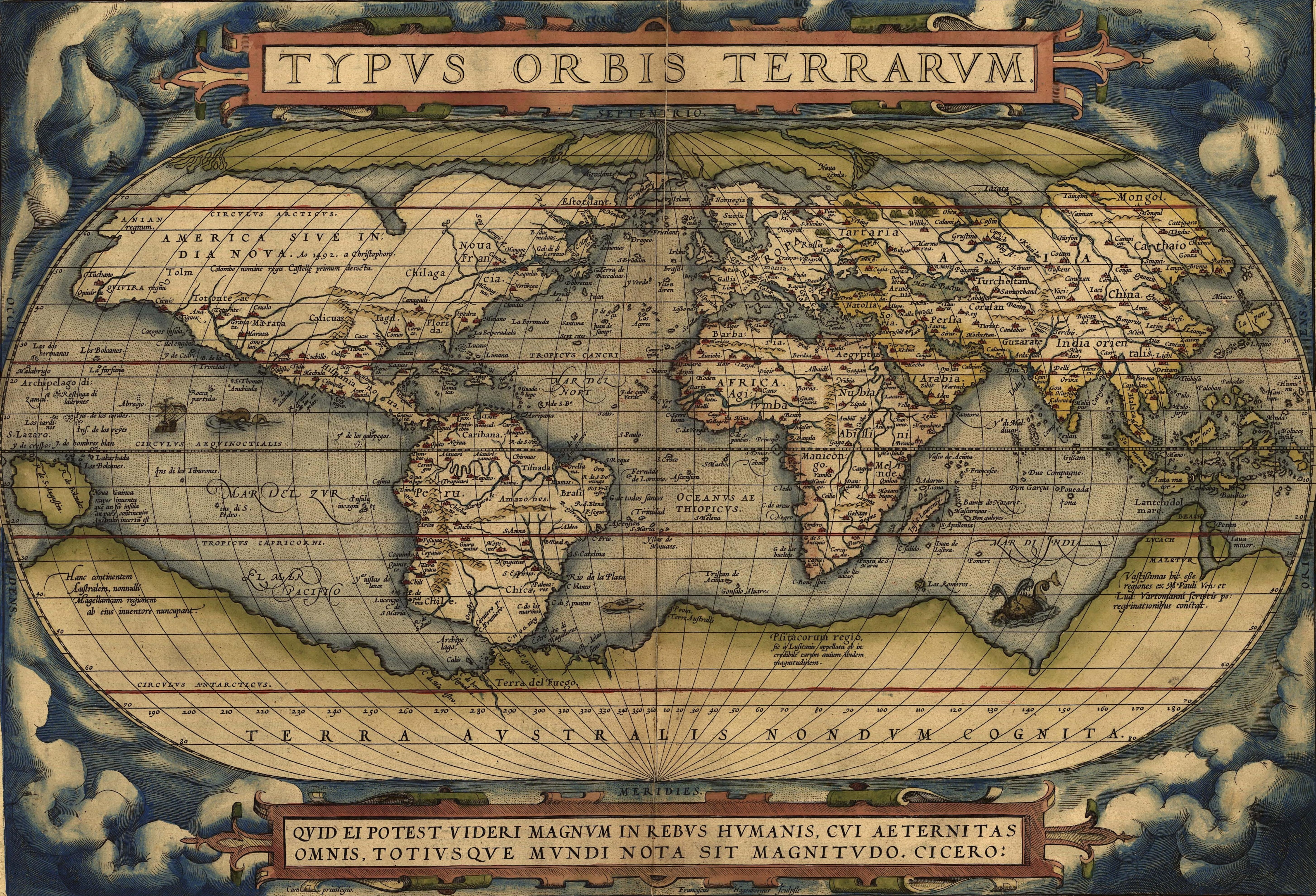
20 мая 1570 года Жиллес Коппенс де Дист в Антверпене опубликовал 53 карты, созданные Абрахамом Ортелием, собранные в «первый современный атлас», под названием Theatrum Orbis Terrarum. До 1572 года вышло три латинских издания атласа (кроме голландского, французского и немецкого изданий); атлас продолжал пользоваться популярностью до примерно 1612 года. Представлена карта мира из этого атласа

Неиберийские нации были возмущены, узнав о Тордесильясском договоре. Франция, Нидерланды и Англия имели давние морские традиции и стали поощрять каперство. Несмотря на монополию иберийских стран, новые технологии и карты вскоре стали доступны и в других европейских странах.
В 1568 году голландские провинции восстали против правления испанского короля Филиппа II, что послужило началом Восьмидесятилетней войны. Кроме того, разразилась война между Англией и Испанией. В 1580 году Филипп II стал также королём Португалии, объединив владения обоих государств под одной короной. Объединённая империя оказалась слишком большой, и другие европейские державы не могли допустить укрепления её могущества.
Войска Филиппа захватили важные торговые города Брюгге и Гент. Антверпен, ставший важнейшим портом мира, пал в 1585 году. Протестантское население получило два года, чтобы уладить дела и покинуть город. Многие из них осели в Амстердаме. Среди них было много квалифицированных ремесленников, богатых купцов портовых городов, беженцев по религиозным причинам, в том числе сефардов из Португалии и Испании и, позже, гугенотов из Франции. Отцы-пилигримы ненадолго обосновались здесь перед переселением в Новый Свет. Эта массовая иммиграция стала важным фактором развития Амстердама: небольшой порт в 1585 году, он быстро превратился в один из важнейших торговых центров мира. После разгрома Непобедимой армады в 1588 году Амстердам стал бурно развиваться за счёт морской торговли.
Утверждение голландцев в качестве великой морской державы было очень быстрым: издавна голландские моряки участвовали в португальских плаваниях на восток как способные мореплаватели и хорошие картографы. В 1592 году голландскими купцами в Лиссабон был отправлен Корнелиус де Хаутман, который собрал важнейшую информацию об Островах Пряностей. В 1595 году купец и путешественник Ян ван Линсхотен, который ранее на португальской службе посещал Индийский океан, опубликовал свой отчёт «Reys-gheschrift vande navigatien der Portugaloysers in Orienten» («Отчёт о морских путешествиях португальцев на Восток») в Амстердаме. В нём он описал морскую навигацию между Португалией и Ост-индией и Японией. В то же самое время Гаутман, следуя этим инструкциям, отправился в первую голландскую экспедицию на поиск нового морского пути, проплыв непосредственно от Мадагаскара до Зондского пролива в Индонезии и подписал договор с султаном Бантена.
Голландцы и британцы были заинтересованы в получении новой информации, и для своей экономической экспансии создали Английскую (1600) и Голландскую (1602) Ост-Индские компании. Голландцы, французы и англичане посылали свои суда, разрушая монополию португальцев, которые были в состоянии контролировать только прибрежные территории, и, в конечном счёте, уже не могли эффективно защищать свои интересы.

### Освоение Северной Америки

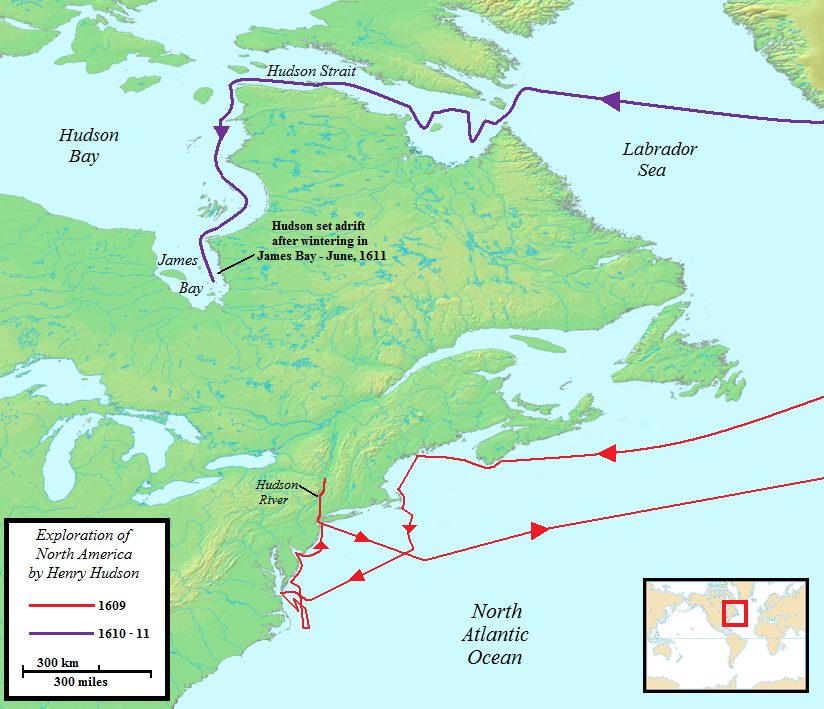
Карта путешествий Генри Гудзона 1609—1611 годов в Северную Америку на службе Голландской Ост-Индской компании (VOC)

В 1497 году английская экспедиция Джона Кабота стала первой в ряду французских и английских исследований Северной Америки. Испания относилась весьма сдержанно к изучению северной части Америки, так как все её ресурсы были сконцентрированы в Центральной и Южной Америке, где были обнаружены значительные богатства. Целью этих экспедиций был поиск Северо-Западного прохода между океанами, который мог стать коротким путём азиатской торговли. Он так и не был обнаружен, но собранная информация всё же нашла применение, и в начале XVII века колонисты из североевропейских регионов начали основывать поселения на восточном берегу Северной Америки.
В 1524 году итальянец Джованни да Верраццано по приказу французского короля Франциска I, который был возмущён несправедливым разделом мира между Португалией и Испанией, вышел в море. Верраццано исследовал Атлантическое побережье Северной Америки от Южной Каролины до Ньюфаундленда и стал первым европейцем, который посетил земли, на которых в последующем появились Вирджинская колония и США. В том же самом году Эштеван Гомиш, португальский картограф, который был спутником Фернана Магеллана, исследовал побережье Новой Шотландии, затем отправился на юг через Мэн, где вошёл в Нью-Йоркскую бухту, Гудзон, и наконец в августе 1525 года достиг Флориды. В результате на основании данных экспедиции в 1529 году Диогу Рибейру создал карту мира, на которой очень точно было отображено восточное побережье Северной Америки. С 1534 по 1536 годы французский первопроходец Жак Картье, который, как полагают, принимал участие в экспедициях Верраццано к Новой Шотландии и в Бразилию, стал первым европейцем, совершившим путешествие вглубь Северной Америки, описав залив Святого Лаврентия, которую он назвал «Страна Канадас» по ирокезскому названию местности, и объявил, что Канада является владением французского короля Франциска I.

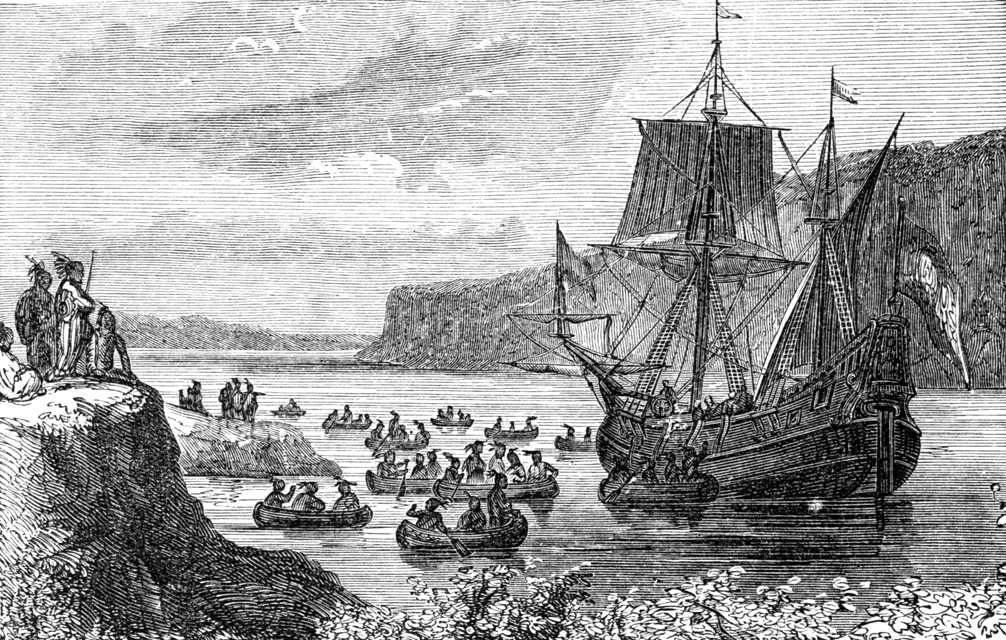
Корабль Генри Гудзона Halve Maen на реке Гудзон

Европейцы начали исследования тихоокеанского побережья в середине XVI столетия. Франсиско де Ульоа исследовал воды вблизи тихоокеанского побережья современной Мексики, в том числе Калифорнийский залив, доказав, что Калифорния является полуостровом. Несмотря на это открытие, в Европе ещё долгие годы Калифорния ошибочно считалась островом. Ему принадлежит также первое письменное упоминание названия «Калифорния». Хуан Родригес Кабрильо, португальский мореплаватель на испанской службе, 28 сентября 1542 года стал первым европейцем, ступившим на берег Калифорнии, он высадился на берег бухты Сан-Диего и объявил Калифорнию испанским владением. Он также высадился на остров Сан-Мигель в архипелаге Чаннел, и доплыл до мыса Рейес. После его смерти экипаж корабля продолжил путь на север и исследовал побережье до Орегона.
В 1579 году англичанин Фрэнсис Дрейк совершил плавание к побережью Северной Америки. 5 июня 1579 года корабль Дрейка ненадолго бросил якорь у того места, где сейчас находится Южная бухта на мысе Араго, к югу от залива Кус, штат Орегон, а затем отплыл на юг в поисках подходящей гавани для ремонта своего корабля. 17 июня 1579 года экспедиция Дрейка обнаружила защищённую бухту, войдя в которую они высадились на тихоокеанском побережье, называемом ныне Северной Калифорнией. Сойдя на берег, Дрейк назвал эту местность Нова Альбион или Новый Альбион. Чтобы задокументировать и подтвердить своё заявление, Дрейк разместил его на медной пластине с гравировкой, тем самым заявив о суверенитете Елизаветы и каждого последующего английского монарха. Название «Новый Альбион» с тех пор стало использоваться на многих европейских картах для обозначения территорий к северу от испанских поселений.
В 1609—1611 годах, после нескольких путешествий для исследований для английских купцов Северо-Восточного прохода в Индию из Англии, англичанин Генри Гудзон на службе Голландской Ост-Индской компании (VOC) исследовал район современного города Нью-Йорк, пытаясь найти западный путь в Азию. Он исследовал реку Гудзон, заложив фундамент голландской колонизации региона. Последняя экспедиция Гудзона далее направилась на север в поисках Северо-Западного прохода, открыв Гудзонов пролив и Гудзонов залив. После зимовки в заливе Джеймса Гудзон попытался продолжить свой поход весной 1611 года, но команда подняла мятеж и его с частью команды высадили в лодку, а корабль вернулся.

### Поиски Северного пути

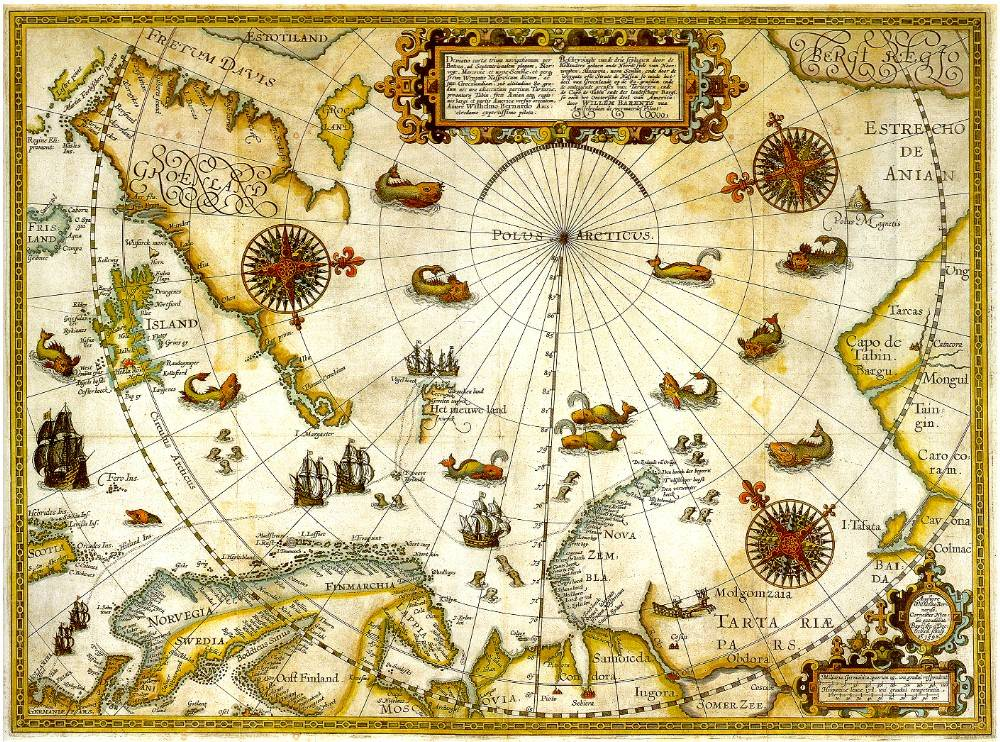
Карта 1599 года с маршрутом третьей экспедиции Виллема Баренца

Франция, Нидерланды и Англия не располагали другим морским маршрутом в Азию, кроме длинных переходов вокруг Африки или Южной Америки. После того, как стало известно, что не существует такого пути через середину Американского континента, они обратили внимание на возможность прохода через северные воды, который англичане назвали Северо-Западным проходом. Большая коммерческая ценность такого прохода была серьёзным стимулом для исследования обоих побережий Северной Америки и берегов России. В России идея о возможности морского пути из Атлантического океана в Тихий впервые была озвучена дипломатом Дмитрием Герасимовым в 1525 году, однако русские поселенцы побережья Белого моря, поморы, знали об отдельных участках этого пути ещё с XI века.
В 1553 году английский исследователь Хью Уиллоби и капитан Ричард Ченслор на трёх кораблях были отправлены в поисках прохода Лондонской Компанией купцов-авантюристов в новых землях. Во время плавания по Баренцевому морю Уиллоби обнаружил острова на севере, которые назвал Землёй Уиллоби, которая в 1640-е годы попала на карты Планциуса и Меркатора. Корабли разделились в сложных погодных условиях в Норвежском море и Уиллоби зашёл в залив рядом с современной границей Финляндии и России. Его корабли с замёрзшими экипажами, в том числе сам капитан Уиллоби и его судовой журнал, были обнаружены русскими рыбаками годом позже. Ричард Ченслор смог бросить якорь в Белом море, по суше добрался в Москву ко двору Ивана Грозного, начав торговлю между Россией и Компанией купцов-авантюристов, которая стала Московской компанией.
В 1608 году Генри Гудзон совершил своё второе путешествие, во время которого он хотел найти проход через север России. Он дошёл до Новой Земли, но потом был вынужден вернуться.

#### Исследование Арктики Баренцем
5 июня 1593 года голландский картограф Виллем Баренц выплыл от острова Тексел с флотом из трёх кораблей к Карскому морю, где они рассчитывали найти Северный проход вокруг Сибири. У острова Уильямса путешественники впервые встретили белого медведя. Они попытались взять его на борт, но медведь проявил агрессивность и был убит. Баренц достиг западного побережья Новой Земли и повернул на север, а впоследствии был вынужден вернуться из-за опасности больших айсбергов.
На следующий год Мориц Оранский назначил его руководителем новой экспедиции из шести кораблей, нагруженных товарами, которые голландцы рассчитывали продать в Китае. Партия встретилась с самодийцами, но была вынуждена вернуться, так как Карское море замёрзло. В 1596 году Генеральные штаты объявили высокую награду любому, кто успешно пройдёт Северным путём. Муниципалитет Амстердама приобрёл и снарядил для поиска неизведанного прохода два небольших судна, капитанами которых стали Ян Рейп и Якоб ван Хемскерк, руководителем экспедиции снова был назначен Баренц. Они выплыли в мае, а уже в июне открыли острова Медвежий и Западный Шпицберген, увидев его северо-западный берег. Они обнаружили большой залив, который впоследствии был назван Раудфьорден и вошли в Магдаленефьорден, который они назвали Tusk Bay, затем проплыли по северному проливу Форландсундет, который голландцы назвали Keerwyck, но были вынуждены вернуться из-за недостаточной глубины. 28 июня они обошли с севера Землю Принца Карла, который они назвали Vogelhoek из-за множества птиц на нём, а затем направились на юг, пройдя Исфьорд и Бельсунн, которые на картах Баренца отмечены как Grooten Inwyck и Inwyck.

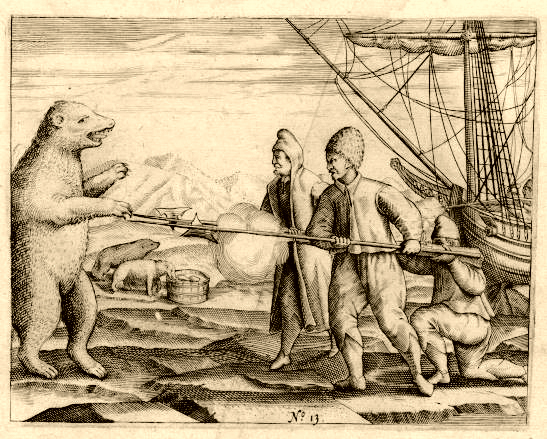
Экипаж Виллема Баренца в борьбе с белым медведем

Корабли снова подошли к острову Медвежьему 1 июля, после чего разделились: Баренц продолжил плыть на северо-восток, а Рейп направился на север. Баренц достиг побережья Новой Земли и, чтобы избежать ледового плена, продолжил плыть к проливу Карские Ворота, но, тем не менее, оказался зажат айсбергами и плавучими льдами. Сев на мель, 16 членов экипажа были вынуждены провести зиму во льдах. Используя лесоматериалы со своего корабля, они построили домик, который назвали Het Behouden Huys. В борьбе с экстремальным холодом они использовали ткани, предназначенные для продажи, чтобы сделать одеяла и одежду, ставили примитивные ловушки на песцов, а также на белых медведей. С наступлением июня лёд всё ещё сковывал судно, поэтому страдающие от цинги моряки взяли две небольшие шлюпки и вышли в море. Баренц умер в море 20 июня 1597 года в момент, когда изучал карты. Более семи недель шлюпки плыли до Колы, где их подобрало русское торговое судно. Только 12 членов экипажа выжили; вернувшись в Амстердам, двое из спутников Баренца опубликовали свои дневники, Ян Гюйген ван Линсхотен, сопровождавший его в первых двух плаваниях, и Геррит де Веер, который был корабельным плотником.

### Голландская Австралия и Новая Зеландия

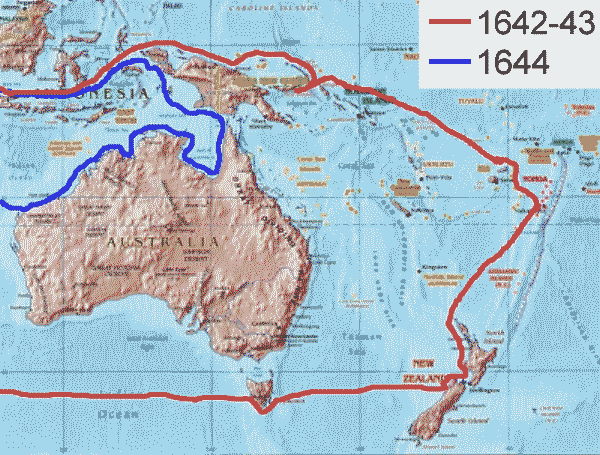
Маршрут путешествий Абеля Тасмана 1642 и 1643 годов в Новую Голландию на службе VOC (Голландской Ост-Индской компании)

Terra Australis Ignota (с лат. — «неизвестная земля на юге») была гипотетическим континентом, изображаемым на европейских картах с XV по XVIII века, и являлась понятием, истоки которого восходят к Аристотелю. Он изображался на дьепских картах середины XVI века, где его береговая линия находилась к югу от островов Ост-Индии; часто на месте континента изображались различные фиктивные детали. Уже сделанные открытия уменьшили белые пятна на картах, где этот континент мог бы быть обнаружен, но, тем не менее, многие картографы доверяли мнению Аристотеля, в том числе Герард Меркатор (1569) и Александр Далримпл даже в 1767 году спорили о его существовании, причём главным аргументом в пользу его наличия была необходимость существования суши большой площади в Южном полушарии для противовеса известной массы суши Северного полушария. Когда очередной раз открывали новые земли, их часто ассоциировали с этим гипотетическим континентом.
Хуан Фернандес, отплывший от берегов Чили в 1576 году, утверждал, что открыл Южный континент. Галисийский мореплаватель на испанской службе Луис Ваэс де Торрес, доказал существование пролива к югу от Новой Гвинеи, который сегодня носит его имя. Педро Фернандес де Кирос, португальский мореплаватель на испанской службе, обнаружил большой остров к югу от Новой Гвинеи в 1606 году, который назвал La Australia del Espiritu Santo. Он доложил королю Испании, что это искомая Terra Australis incognita. Тем не менее, теория открытия де Киросом Австралии сомнительна, считается, что он открыл Новые Гебриды, крупнейший остров этого архипелага носит название Эспириту-Санто.

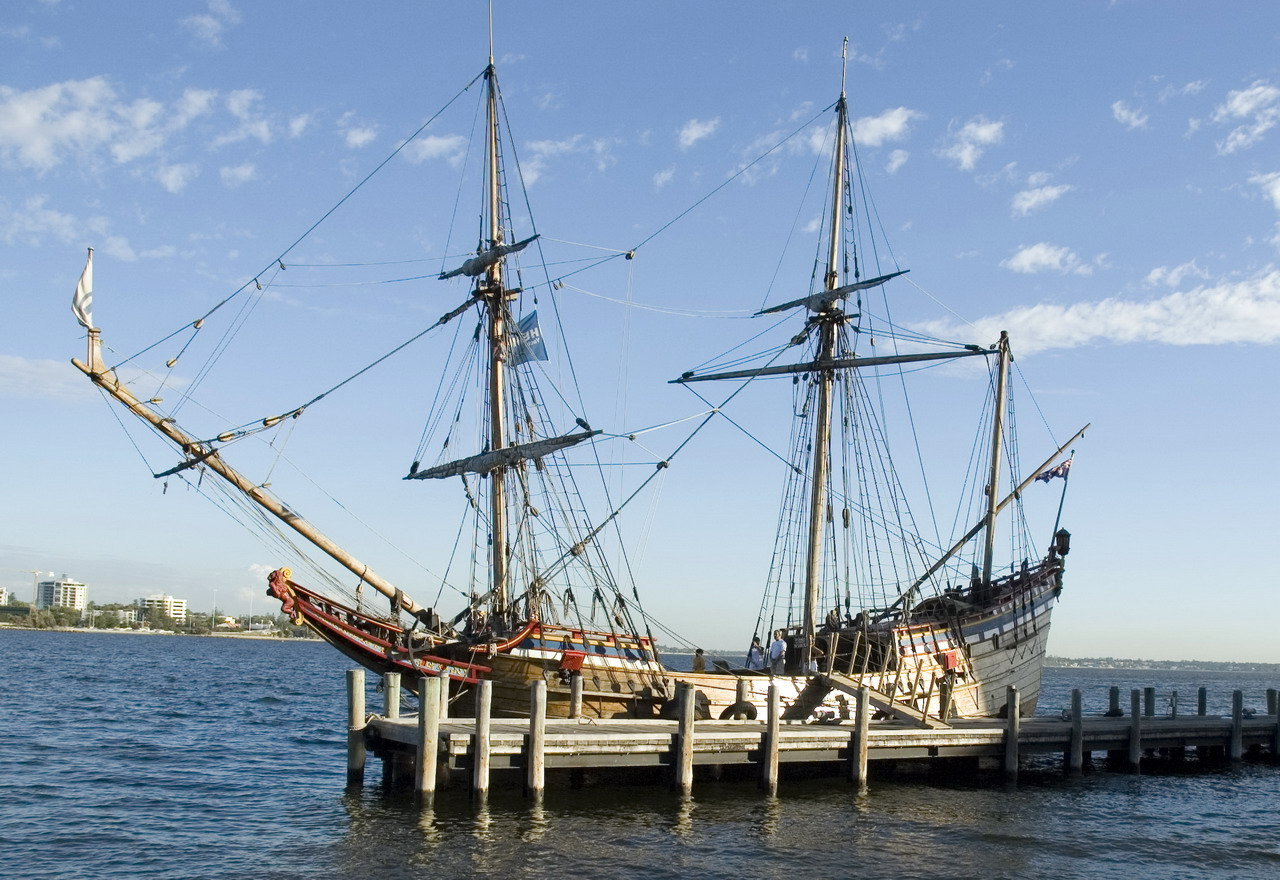
Реплика Duyfken, Австралия

Голландский мореплаватель и губернатор Виллем Янсзон стал первым европейцем, увидевшим побережье Австралии. Янсзон отправился в своё третье плавание из Нидерландов к Ост-Индии 18 декабря 1603 года в качестве капитана Duyfken, одного из двенадцати судов большого флота Стивена ван дер Хагена. Уже в Ост-Индии Янсзон получил приказ отправиться на поиски новых торговых возможностей, в том числе в «к большой земле Новой Гвинеи и другим восточным и южным землям.» 18 ноября 1605 года Duyfken вышел из Бантама к западному берегу Новой Гвинеи. Янсзон пересёк восточную часть Арафурского моря, и, не увидев Торресов пролив, вошёл в залив Карпентария. 26 февраля 1606 года он высадился у реки Пеннефазер на западном берегу полуострова Кейп-Йорк в Квинсленде, рядом с современным городом Уэйпа. Это была первая задокументированная высадка европейцев на австралийский континент. Янсзон нанёс на карту около 320 км побережья, полагая, что это южное продолжение Новой Гвинеи. В 1615 году Якоб Лемер и Виллем Корнелис Схаутен, обойдя мыс Горн, доказали, что Огненная Земля является островом и не может быть северной частью неизвестного южного континента.
В 1642—1644 годах Абель Тасман, также голландский исследователь и купец на службе VOC, обошёл вокруг Новой Голландии, доказав, что Австралия не является частью мифического южного континента. Он стал первым европейцем, достигшим острова Земля Ван-Димена (сегодня Тасмания) и Новой Зеландии, а также в 1643 году наблюдал острова Фиджи. Тасман, его капитан Вискер и купец Гилсманс также нанесли на карту отдельные участки Австралии, Новой Зеландии и тихоокеанских островов.

## Покорение Сибири (1581—1660)
См. также: Русские исследователи и первопроходцы

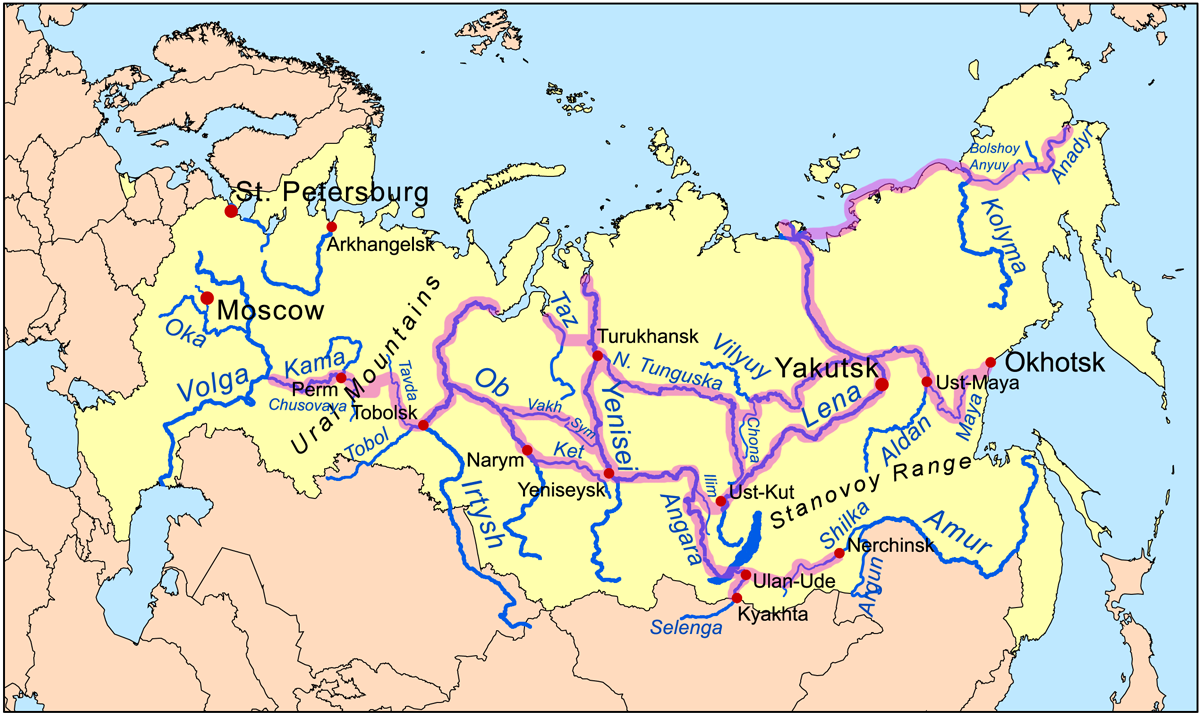
Сибирские водные пути имели большое значение для исследования и покорения Сибири

В середине XVI века Русское царство завоевало Казанское и Астраханское татарские ханства, таким образом присоединив к своим владениям Поволжье и открыв себе путь к Уральским горам. Колонизация новых восточных земель и дальнейшее продвижение России на восток непосредственно организовывались богатыми купцами Строгановыми. Царь Иван Грозный предоставил огромные владения на Урале и налоговые привилегии Аникею Строганову, который организовал крупномасштабное переселение людей на эти земли. Строгановы развивали сельское хозяйство, охотничьи промыслы, солеварение, рыбную ловлю и добычу полезных ископаемых на Урале, а также установили торговые отношения с сибирскими народами.

### Завоевание Сибирского ханства
Около 1577 года Семён Строганов и другие сыновья Аникея Строганова пригласили на службу казачьего атамана Ермака для защиты своих земель от нападений сибирского хана Кучума. В 1580 году Строгановы и Ермак подготовили военную экспедицию в Сибирь с целью вести войну с Кучумом на его собственной территории. В 1581 году Ермак начал свой поход вглубь Сибири. После нескольких побед над армией хана Ермак окончательно разгромил силы Кучума на реке Иртыш в трёхдневной битве на Чувашевом мысу в 1582 году. Остатки ханской армии отступили в степи, и Ермак завоевал всё Сибирское ханство, включая столицу Кашлык рядом с современным Тобольском. Однако казаки несли большие потери, а в 1585 году Кучум внезапно напал на Ермака, уничтожив почти весь его отряд. В этом бою Ермак погиб. Казаки были вынуждены уйти из Сибири, однако благодаря Ермаку были изучены главные речные пути Западной Сибири, и русские войска всего несколько лет спустя успешно продолжили покорение Сибири.

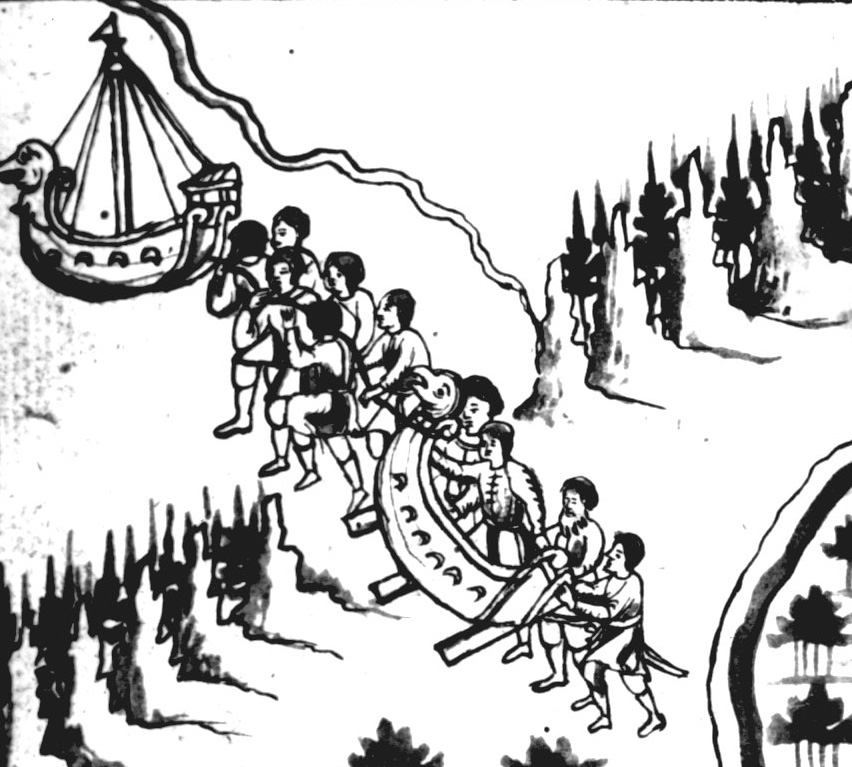
Ермак Тимофеевич и его войско пересекают Урал у Тагила, вступая в Азию из Европы

### Сибирские речные торговые пути
В начале XVII века продвижение России на восток было замедлено внутренними проблемами страны периода Смутного времени. Тем не менее, вскоре исследования и колонизация пространств Сибири возобновилась, главным образом благодаря казакам, которых интересовали добыча мехов и слоновой кости. В то время как казаки продвигались со стороны южного Урала, другая волна русских поселенцев шла через Северный Ледовитый океан. Это были поморы с Крайнего Севера, которые уже давно вели торговлю мехами через Мангазею на севере Западной Сибири. В 1607 году было основано поселение Туруханск в нижнем течении Енисея, недалеко от места впадения Нижней Тунгуски, а в 1619 году Енисейский острог в среднем течении Енисея, недалеко от места впадения Верхней Тунгуски.
В 1620—1624 годах группа скупщиков пушнины под предводительством Пянды вышла из Туруханска и разведала около 2300 км Нижней Тунгуски, зазимовав недалеко от рек Вилюй и Лена. Согласно позднейшим записям (сделанных по собранным местным преданиям спустя столетие после событий), Пянда открыл реку Лену. Он якобы прошёл около 2400 км по ней, добравшись до центральной Якутии. Он возвращался обратно по Лене, пока та не стала слишком мелкой и скалистой, после чего волоком перетащил товары на Ангару. Таким образом, Пянда стал первым русским путешественником, встретившим якутов и бурят. Он построил новые лодки и прошёл около 1400 км по Ангаре, вернувшись в Енисейск и открыв, что Ангара (бурятское название) и Верхняя Тунгуска являются одной и той же рекой.
В 1627 году Енисейским воеводой был назначен Пётр Бекетов. Он успешно совершил поход для сбора налогов с забайкальских бурят, сделав первый шаг для присоединения Бурятии к России. Он основал здесь первое русское поселение, Рыбинский острог. В 1631 году Бекетов был отправлен на Лену, где в 1632 основал Якутск и отправлял казаков изучать Алдан и низовья Лены, создавать новые остроги и собирать налоги.
Якутск вскоре стал важным отправным пунктом для будущих российских исследований в восточном, северном и южном направлениях. Максим Перфильев, один из основателей Енисейска, в 1631 году основал Братский острог на Ангаре, а в 1638, выехав из Якутска, стал первым русским исследователем Забайкалья.

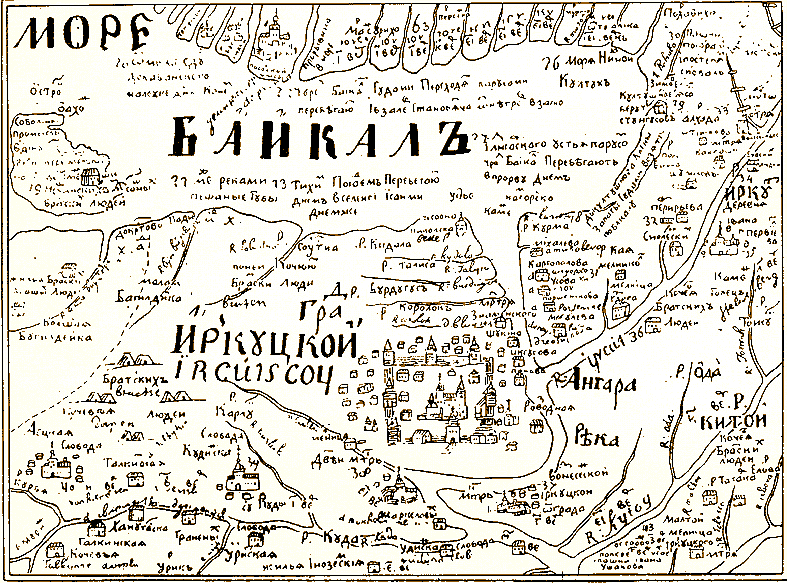
Карта Иркутска, озера Байкал и их окрестностей, как они отражены в Ремезовской летописи в конце XVII века

В 1643 году Курбат Иванов, возглавивший отряд казаков, отправился из Якутска на юг через Байкальский хребет и открыл озеро Байкал, также посетив его остров Ольхон. Позднее Иванов создал первую карту и описание Байкала.

### Русские выходят к Тихому океану
В 1639 году отряд первопроходцев Ивана Москвитина вышли к Тихому океану и открыли Охотское море, после чего разбили лагерь в устье реки Улья. Казаки узнали от местных жителей о большой реке Амур далеко на юге. В 1640 году они отплыли на юг и исследовали юго-восточное побережье Охотского моря, возможно, достигнув устья Амура и, вероятно, на обратном пути открыв Шантарские острова. На основании записей Москвитина Курбат Иванов в 1642 году нарисовал первую русскую карту Дальнего Востока.
В 1643 году Василий Поярков пересёк Становой хребет и дошёл до верхнего течения Зеи в Даурии, народ которой, дауры, платил дань маньчжурским завоевателям Китая. После зимовки в 1644 году Поярков спустился вниз по Зее и стал первым русским, достигшим Амура. Затем они спустились вниз по Амуру и открыли местоположение устья этой большой реки с суши. Так как у казаков сложились враждебные отношения с местными жителями ранее, Поярков избрал другой путь назад. Они построили лодки и в 1645 году поплыли вдоль берега Охотского моря до реки Улья и провели следующую зиму в хижинах, построенных Иваном Москвитиным шестью годами ранее. В 1646 году экспедиция вернулась в Якутск.

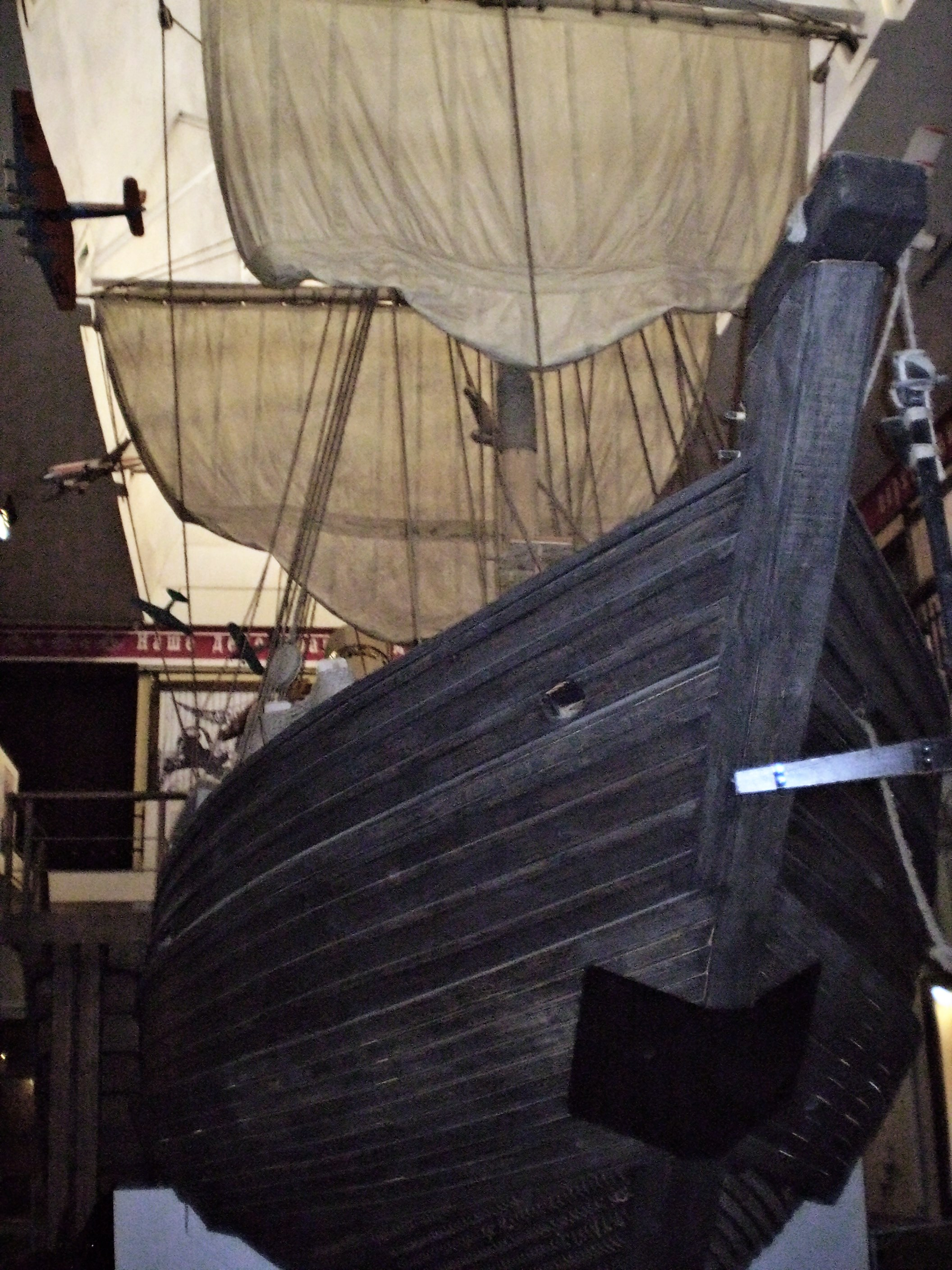
Коч XVII века в музее Красноярска. Кочи были самыми первыми ледоколами и широко использовались русскими на арктических и сибирских реках

В 1644 Михаил Стадухин открыл реку Колыма и основал Среднеколымск. Купец Федот Попов стал организатором последующих экспедиций на восток, и Семён Дежнёв стал капитаном одного из кочей. В 1648 году они выплыли из Среднеколымска вниз к Северному Ледовитому океану, затем через некоторое время обогнули мыс Дежнёва, став первыми, кто прошёл через Берингов пролив, и открыли Чукотку и Берингово море. Все их кочи и большая часть отряда (в том числе сам Попов) погибли в штормах и стычках с местными жителями. Небольшая группа во главе с Дежнёвым достигла устья реки Анадырь и поднялись по ней в 1649 году, построив новые лодки из материалов старых. Они основали острог Анадырск и оставались здесь до тех пор, пока их не нашёл Стадухин на обратном пути с Колымы. Впоследствии Стадухин отправился на юг и в 1651 открыл Пенжинскую губу на северном побережье Охотского моря. Кроме того, он исследовал западное побережье Камчатки.
В 1649—1650 годах Ерофей Хабаров стал вторым русским исследователем Амура. Через Олёкму, Тунгир и Шилку он добрался до Амура (в Даурию), возвратился в Якутск, а затем в 1650—1653 годах вернулся на Амур с большим отрядом. В этот раз он был готов к боевым действиям. Он построил зимнюю резиденцию в Албазинее, а затем ниже по Амуру основал Ачанск, нанеся поражения или уклонившись от большой армии даурских маньчжуров Китая и корейцев на своём пути. Он создал Чертёж реке Амуру, первую европейскую систематическую карту Приамурья. В дальнейшем русские удерживали Приамурье до 1689 года, когда был подписан Нерчинский договор и эти земли были переданы Китаю (впоследствии были возвращены в 1858 году по Айгунскому договору).
В 1659—1665 годах Курбат Иванов стал следующим начальником Анадырским острогом после Семёна Дежнёва. В 1660 году он отплыл из Анадырского залива к мысу Дежнёва. Кроме своих ранних карт, Иванов взялся за создание первой карты Чукотки и Берингова пролива, на которых на основании данных, собранных у чукотских аборигенов, впервые появились (очень схематично) ещё неоткрытые остров Врангеля, оба острова Диомида и Аляска.
Таким образом, в середине XVII века Россия установила свои границы близко к современному их состоянию и исследовала большую часть Сибири, кроме восточной Камчатки и нескольких регионов за полярным кругом. Завоевание Камчатки осуществлялось в начале 1700-х годов Владимиром Атласовым, а исследование арктического побережья и Аляски было завершено Второй Камчатской экспедицией в 1733—1743 годах.

## Последствия Великих географических открытий
См. также: История колониализма

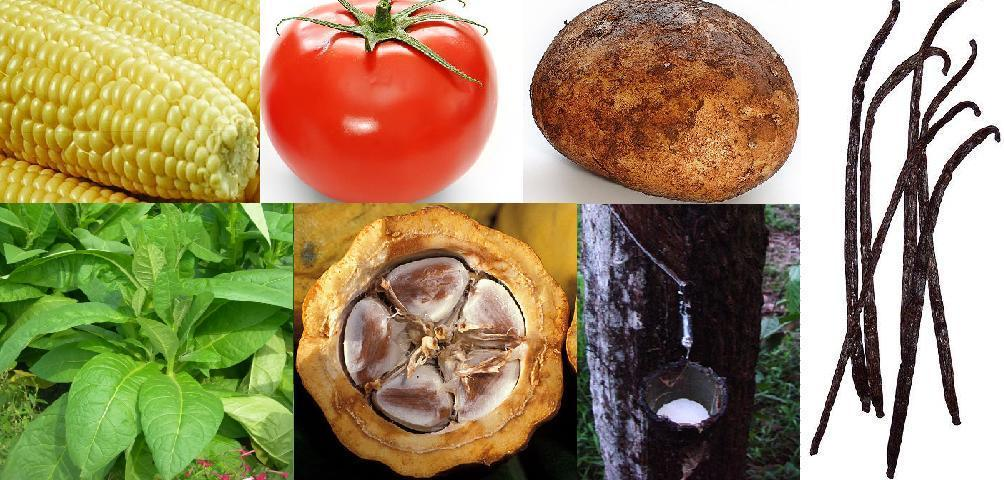
Продукты из Нового Света. По часовой стрелке, начиная вверху слева: 1. Кукуруза (Zea mays) 2. Помидор (Solanum lycopersicum) 3. Картофель (Solanum tuberosum) 4. Ваниль (Vanilla) 5. Каучук (Hevea brasiliensis) 6. Какао (Theobroma cacao) 7. Табак (Nicotiana rustica)

Европейская заокеанская экспансия привела ко встрече ранее изолированных друг от друга цивилизаций, результатом чего стал Колумбов обмен. Он привёл к перемещению товаров, характерных для одного полушария, в другое. Европейцы привезли в Новый Свет коров, лошадей и овец, а также такие культуры как кофе, пшеница, сахарный тростник и хлопок. С другой стороны «продовольственная революция» в Европе связана со внедрением множества новых культур: картофеля, кукурузы, томатов, подсолнечника, фасоли, ананасов, квиноа, коки (большая часть которых стала известна благодаря Педро де Сьеса де Леону («Хроника Перу»)), широким импортом различных пряностей, какао, чая. Американское золото и серебро распространилось не только в Европе, но и в конечном счёте по всему Старому Свету.
Новые трансокеанские связи и усиление европейских стран привело к наступлению эпохи империализма, когда европейские колониальные империи получили контроль над большей частью планеты. Европейское стремление к торговле, потреблению, созданию империй и использованию рабского труда оказало огромное влияние на многие регионы мира. Испания приняла непосредственное участие в уничтожении агрессивных американских империй, но только для того, чтобы занять их место и принудительно ввести свою религию. Испанский пример насильственного расширения территорий влияния был повторён другими европейскими империями, наиболее ярко — Нидерландами, Россией, Францией и Британией. Новая религия заменила старые, языческие, ритуалы, также распространились новые языки, политическая и сексуальная культуры, а во многих регионах, в том числе в Северной Америке, Южной Америке, Австралии, Новой Зеландии и Аргентине коренные народы были согнаны со своих исконных земель, их численность уменьшилась, и они стали зависимым меньшинством.

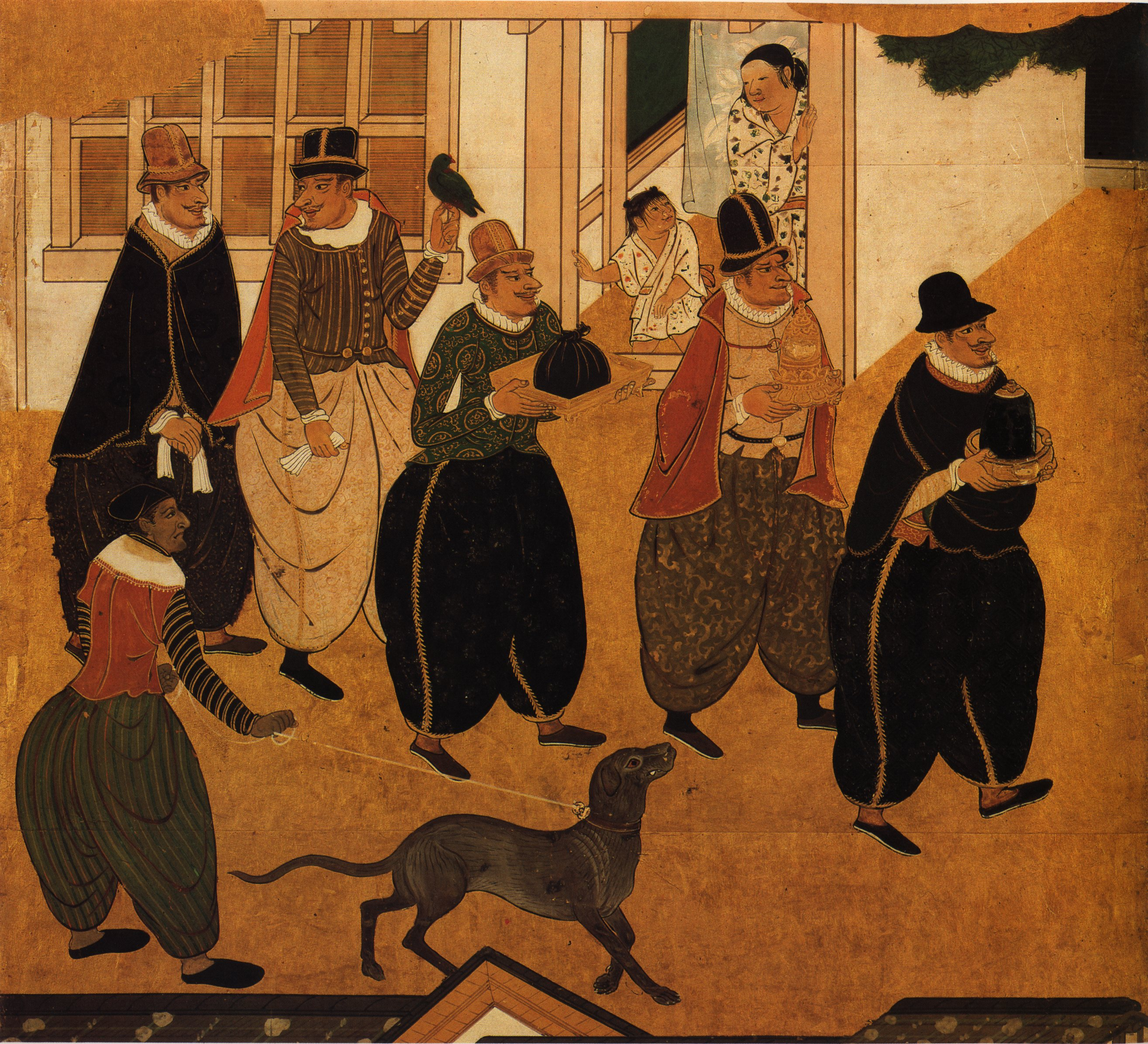
Португальские нанбандзины прибывают в Японию, вызывая удивление местных жителей, фрагмент полотна Торговля с южными варварами, школа Кано, 1593—1600

Страны африканского побережья удовлетворяли потребности европейцев в работорговле, изменив свою экономику и кардинально изменив природу африканского рабства, что в свою очередь оказало влияние на общественные отношения и экономику стран вглуби континента. (См. Трансатлантическая работорговля).
Между коренными народами и европейцами постоянно возникали вооружённые конфликты, однако европейцы имели множество преимуществ: они были намного лучше оснащены и обладали большими техническими знаниями. Кроме того, европейцы привезли опасные болезни, к которым местные жители не имели иммунитета, от чего население только в Америке сократилось по разным оценкам на 50-90 %. (См. Геноцид индейцев)
Начиная с XVI века кукуруза и маниок стали замещать традиционные африканские зерновые культуры в качестве важнейших основных продуктов питания.
В XVI веке при династии Мин китайская экономика значительно стимулировалась торговлей с португальцами, испанцами и голландцами. Китай оказался вовлечён в новую мировую торговлю ремесленными товарами, растениями, животными и продуктами питания, известную как колумбов обмен. Торговля с европейскими странами и Японией принесла огромное количество серебра, которое заменило медь и бумажные банкноты в качестве средства обмена в Китае. В последние десятилетия династии Мин поток серебра в Китай значительно сократился, в связи с этим снизились государственные доходы и экономика Мин от этого не смогла оправиться. Этот удар по экономике по времени совпал с негативными явлениями в сельском хозяйстве, связанными с наступлением малого ледникового периода, стихийными бедствиями, неурожаями и внезапными эпидемиями. Неспособность властей справиться со всеми этими проблемами и снижение уровня жизни населения привело к появлению таких революционных лидеров как Ли Цзычэн, которые бросили вызов династии Мин.

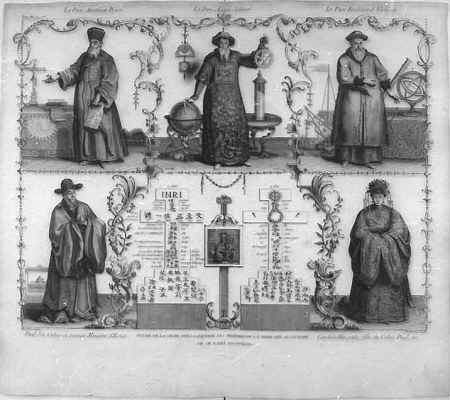
Учёные-иезуиты сотрудничали с китайскими астрономами, познакомив их с принципом Коперника. Вверху: Маттео Риччи, Адам Шалл и Фердинанд Вербиест (1623-88); Внизу: Сюй Гуанци, Колао или премьер-министр, и его правнучка Кандида Хи

С приходом в XVI веке новых сельскохозяйственных культур в Азию из Америки через испанских колонизаторов связан быстрый рост азиатского населения. Несмотря на то, что большую часть китайского импорта составляло серебро, китайцы также приобретали культуры Нового Света у Испании, в том числе батат, кукурузу и арахис, которые хорошо прижились на землях, где традиционно выращиваемые китайцами зерновые — пшеница, просо и рис — не давали урожаев, что не могло не способствовать росту населения. В период династии Сун (960—1279) рис был главной пищевым продуктом бедноты; после того, как в Китай около 1560 года попал батат, он постепенно стал традиционной пищей низших классов общества.
С прибытием португальцев в Японию в 1543 году начался период «торговли с южными варварами», что позволило японцам получить новые технологии и в определённой мере перенять культурные ценности, в том числе аркебузы, кирасы европейского образца, европейские суда, христианство, декоративное искусство и языковые заимствования. После того, как власти Китая запретили прямую торговлю китайских купцов с Японией, португальцы заполнили образовавшийся вакуум, став посредниками между Китаем и Японией. Португальцы приобретали в Китае шёлк и продавали его в Японию в обмен на добывавшееся там серебро; так как серебро в Китае очень высоко ценилось, то португальцы могли закупать очень большие объёмы шёлка за японское серебро. Однако в 1573 году, после того, как испанцы создали торговую базу в Маниле, главным источником притока драгоценных металлов в Китай стало серебро из Южной Америки.
Итальянский иезуит Маттео Риччи (1552—1610) стал первым европейцем, посетившим Запретный город, научил китайцев производить спинеты и играть на них, переводил китайские тексты на латынь и тесно сотрудничал с китайским учёным Сюй Гуанци (1562—1633) в сфере математики.

### Изменения в экономике Европы
См. также: Коммерческая революция
См. также: Нидерландский Ренессанс

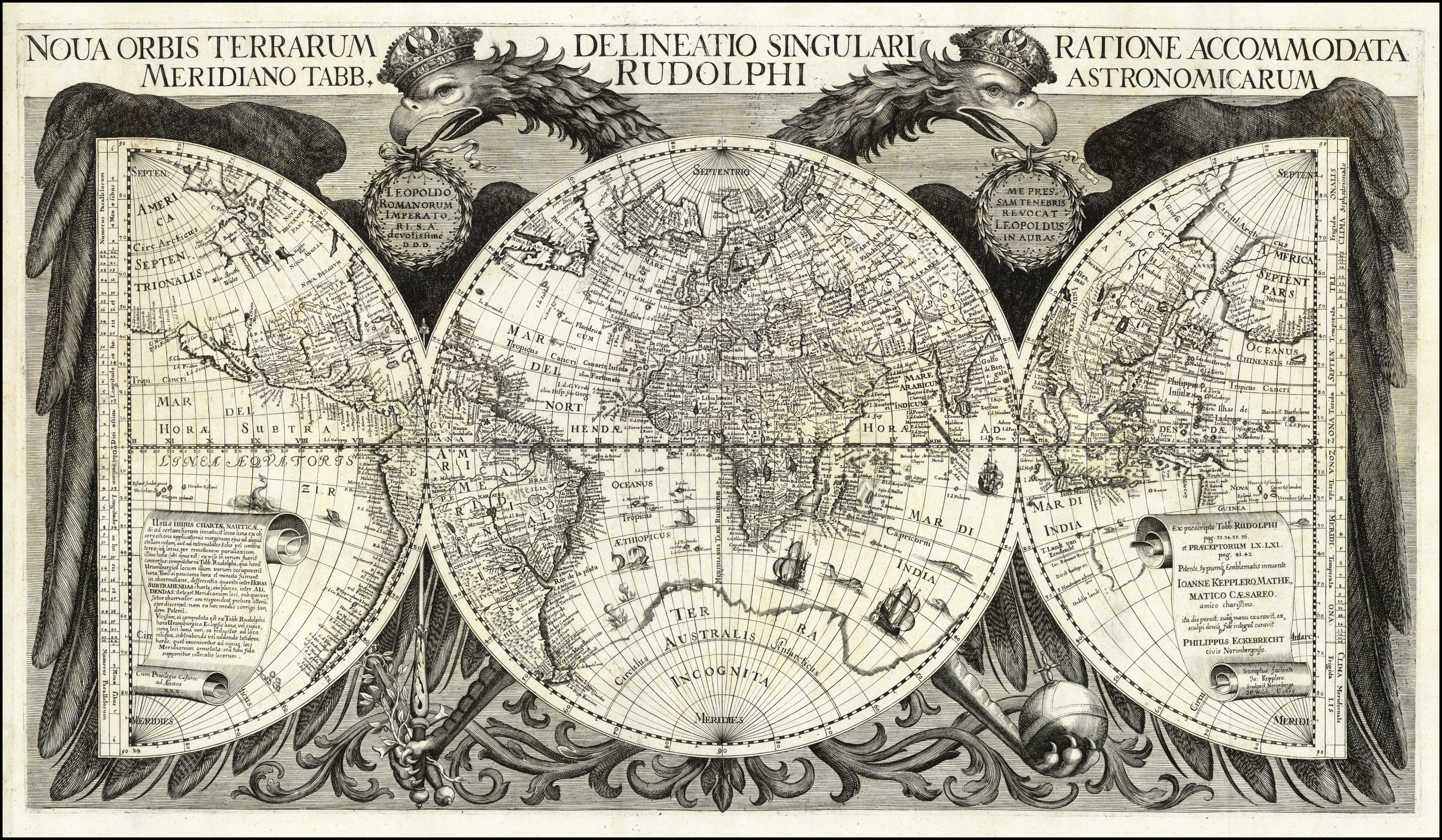
Карта мира из Рудольфинских таблиц Иоганна Кеплера (1627), включившая значительную часть новых открытий

Так как на рынки Европы хлынуло большое разнообразие новых заморских товаров, на европейских рынках традиционных предметов роскоши наступил застой. Атлантическая торговля в значительной степени вытеснила итальянских и немецких купцов, которые полагались на балтийские, русские и мусульманские торговые пути. Новые товары также вызвали социальные изменения, в частности сахар, пряности, шёлк и фарфор значительно изменили рынки предметов роскоши Европы.
Центр европейской экономики переместился из Средиземноморья в Западную Европу. Город Антверпен, входивший в герцогство Брабант, стал "центром всей международной экономики, и богатейшим городом Европы того времени. Начавшийся в Антверпене и продолжившийся в Амстердаме «Золотой век Голландии» тесно связан с Великими географическими открытиями. Франческо Гвиччардини, посол Венеции, писал, что сотни кораблей проходят через Антверпен ежедневно, и 2000 телег еженедельно прибывают в город. Португальские корабли, забитые перцем и корицей, выгружали здесь свой груз. Экономику Антверпена контролировали иностранцы: в городе проживало множество купцов Венеции, Рагузы, Испании и Португалии, а религиозная толерантность привлекла большую общину ортодоксальных евреев. Город пережил три взлёта в течение своего золотого века, первый был связан с рынком перца, второй подхлестнуло американское серебро, привезённое через Севилью (этот взлёт закончился банкротством Испании в 1557 году), третий подъём наступил после подписания Като-Камбрезийского мира в 1559 и был связан с производством тканей.
Несмотря на изначально враждебные отношения, с 1549 года португальцы ежегодно посылали торговые экспедиции к китайскому острову Санчуань. В 1557 году они смогли убедить высших чиновников Мин заключить договор о предоставлении Макао статуса официальной португальской торговой колонии. Португальский монах Гаспар да Круз создал первое опубликованное в Европе полное описание Китая и династии Мин; в эту книгу вошла информация о географии, административном делении, правительстве, классовом делении, бюрократии, судоходстве, архитектуре, сельском хозяйстве, искусстве, торговле, одежде, религиозной и светской жизни, музыке и инструментах, письме, образовании и юриспруденции.

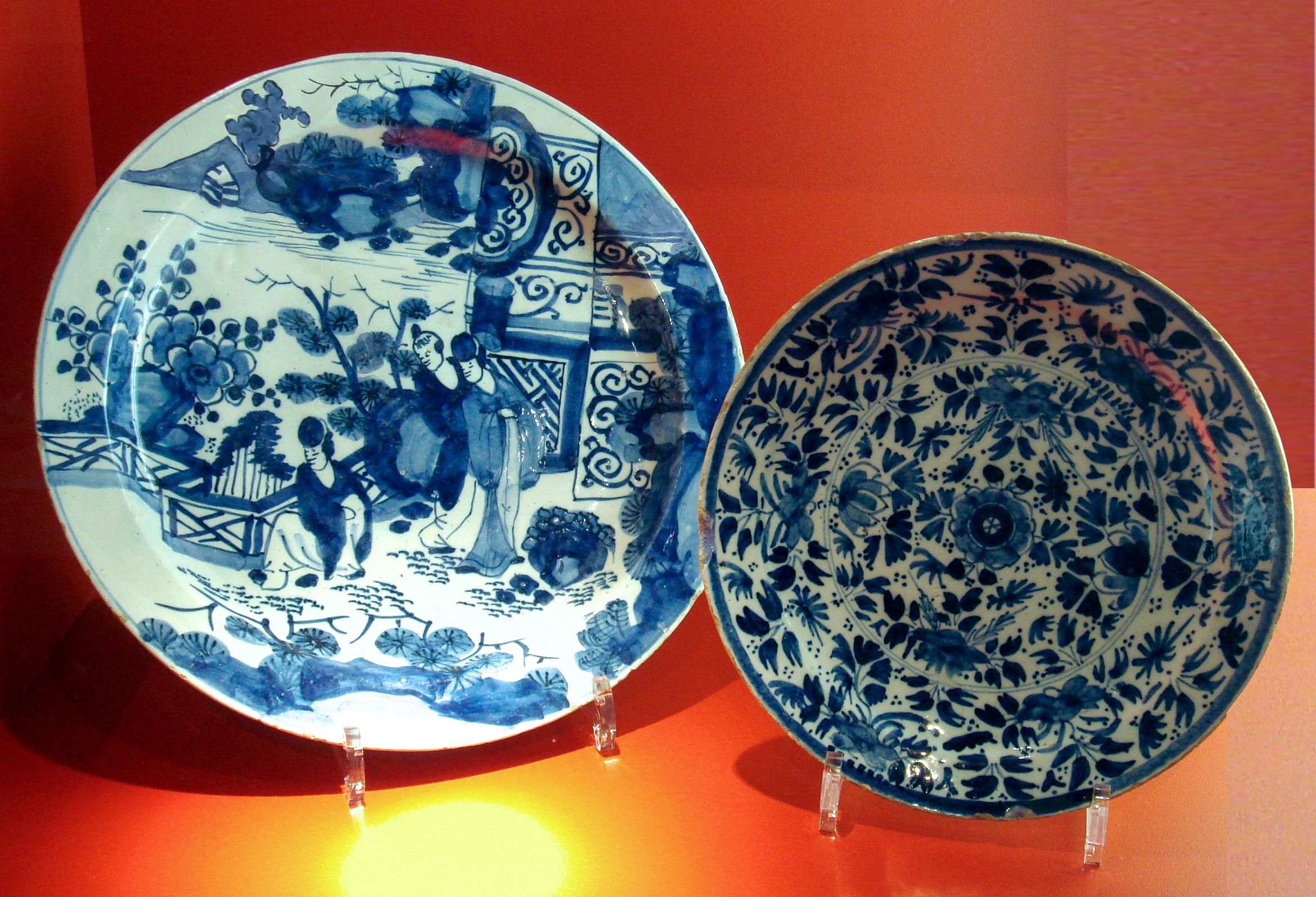
Делфтский фаянс XVIII века, имитирующий китайские изделия

Главными статьями китайского экспорта были шёлк и фарфор, адаптированные к европейским вкусам. Китайский экспортный фарфор так ценился в Европе, что в английском языке слово china стало синонимом слова фарфор. Фарфор сорта краак (название произошло, скорее всего, от португальского каракка, тип корабля, на котором его обычно привозили) стал первым китайским изделием, который стал ввозиться в Европу в массовых количествах. Краак из первых партий могли себе позволить приобрести только самые богатые граждане, поэтому краак часто можно увидеть на картинах золотого века голландской живописи. Вскоре Голландская Ост-Индская компания наладила оживлённую торговлю с Востоком, импортировав 6 миллионов фарфоровых изделий из Китая в Европу с 1602 по 1682 годы. Мастерство китайских ремесленников впечатляло многих. С 1575 по 1587 годы фарфор Медичи из Флоренции был первой успешной попыткой имитации китайского фарфора. Несмотря на то, что голландские ремесленники не смогли за короткое время имитировать китайский фарфор, они начали его производить, когда поставки из Китая в Европу прекратились после смерти императора Ваньли в 1620 году. Краак, главным образом голубой и белый фарфор, был имитирован гончарами Ариты (Япония) и Персии, куда голландские купцы перенаправили свои корабли, когда после падения династии Мин приобретать оригинальные изделия стало невозможно, а в конечном счёте голландского Делфта. Голландский, а позднее и английский фарфор, повторяющие китайский дизайн посуды, производился с около 1630 года до середины XVIII столетия наряду с образцами европейской формы.
Антонио де Морга (1559—1636), испанский чиновник в Маниле, составил большой список товаров, которые были объектом торговли с Китаем времён династии Мин в начале XVII века, отметив, что «если бы я захотел описать все редкости, я никогда бы не смог закончить, и никакой бумаги бы для этого не хватило». При описании многообразия шёлковых изделий, которые покупали европейцы, Эбрей писал о значительных масштабах торговых операций: в одном случае галеон к испанским колониям Нового Света увёз 50000 пар шёлковых носков. В свою очередь в Китай попадала большая часть серебра из перуанских и мексиканских месторождений, поступавшего через Манилу. Китайские купцы вели активную торговлю, многие из них эмигрировали в разные места Филиппин и Борнео в поисках новых коммерческих возможностей.

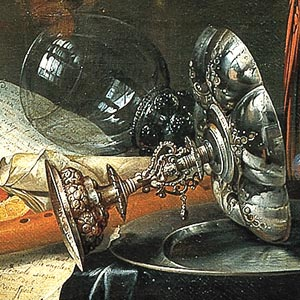
Ян Давидс де Хем, деталь серебряного изделия на картине «Богато накрытый стол с попугаями», c. 1650

Приток богатства в Испанию совпал с началом большого инфляционного цикла, затронувшего и Испанию, и остальную Европу, известному как революция цен. Испания аккумулировала у себя большие объёмы серебра и золота Нового Света. В 1520-е годы началась крупномасштабная добыча мексиканского серебра в Гуанахуато. С открытием серебряных шахт в Сакатекасе и боливийском Потоси в 1546 крупные поставки серебра стали важнейшим источником богатства. На протяжении XVI века Испания, получила эквивалент 1.5 триллиона долл. США (в ценах 1990 года) в виде золота и серебра Новой Испании. Став самым могущественным монархом во времена непрерывных войн и религиозных конфликтов, Филипп II потратил всё это богатство на приобретение предметов искусства и ведение войн в Европе. «Я узнал здесь одну пословицу», говорил французский путешественник в 1603 году: «в Испании всё дорого, кроме серебра». Серебро, в течение очень короткого времени заполнившее испытывавшую до этого недостаток денег Европу, привело к широкомасштабной инфляции. Инфляцию усугубили рост населения при прежних масштабах производства, низкие зарплаты и рост стоимости жизни. В скором времени Испания всё больше и больше стала зависеть от поступлений монетарных металлов из Нового Света, что привело к первому банкротству Испании в 1557 году из-за роста военных расходов. Филипп II объявлял дефолт по своим долгам несколько раз, в общей сложности Испания пережила четыре банкротства в 1557, 1560, 1575 и 1596 годах, став первой суверенной нацией в мировой истории, объявившей банкротство. Рост цен в результате увеличения количества денег в обращении оказал влияние на рост торгового среднего класса Европы, буржуазии, которая стала оказывать влияние на политику и культуру многих стран.
Другие последствия Великих географических открытий для Европы:
- расширение кругозора европейцев: бурное развитие географии, контакты с народами разных культур, лучшее понимание разнообразия животного и растительного мира;
- расширение знаний в экономике и правоведении представителями Саламанкской школы, тесно связанными со знатоками туземных культур;
- научно-технический прогресс;
- появление классических утопий Нового времени, связанное с осознанием того, что существуют другие миры, другие культуры, другое устройство общества: в первую очередь это произведения Томаса Мора, Томмазо Кампанеллы. Данные утопии изображают изолированный мир, отрезанный от Европы географически, недоступный. Наиболее часто встречающимся видом границы выступает океан.